# Africa
Africa este al doilea continent ca mărime de pe Terra și cel mai populat după Asia. În Africa se găsește Nilul, cel mai lung fluviu din lume și Sahara, cel mai mare deșert din lume. Cel mai înalt punct al continentului este muntele Kilimandjaro din Tanzania (5.895 m), iar cel mai jos punct este lacul Assal situat în micuța țară Djibouti (156 m sub nivelul mării). Africa are o suprafață de 30.244.050 km² incluzând și insulele adiacente, ocupă 20,3% din suprafața terestră a planetei. Cu peste 1,34 miliarde de locuitori  în 54 de țări, Africa este gazdă a unei șeptimi din populația totală de pe glob.
În Africa își are originea rasa umană, de-a lungul văii Marelui Rift African ce traversează Etiopia și Kenya fiind descoperite cele mai vechi schelete ale înaintașilor oamenilor de azi.
Numele Africa a fost introdus în vocabularul vestic de către romani, care foloseau denumirea Africa terra - "pământul Afri-lor" (plural, sau "Afer" singular) - pentru partea nordică a continentului, provincia Africa, cu capitala la Cartagina, localizată în Tunisia contemporană în nordul Saharei.
Africa se întinde pe ecuator și pe primul meridian. Este singurul continent care se întinde de la zona temperată nordică până la zona temperată sudică. Majoritatea continentului și a țărilor sale se află în emisfera nordică, cu o porțiune substanțială și un număr de țări în emisfera sudică. Cea mai mare parte a continentului se află în tropice, cu excepția unei părți mari din Sahara Occidentală, Algeria, Libia și Egipt, vârful nordic al Mauritaniei și teritoriile întregi ale Marocului, Ceuta, Melilla și Tunisia, care la rândul lor sunt situate deasupra tropicului Racului, în zona temperată nordică. În cealaltă extremitate a continentului, sudul Namibiei, sudul Botswanei, părți mari ale Africii de Sud, teritoriile întregi ale Lesotho și Eswatini și extremitățile sudice ale Mozambicului și Madagascarului sunt situate sub tropicul Capricornului, în zona temperată sudică.
Africa are o biodiversitate ridicată; este continentul cu cel mai mare număr de specii de megafaună, deoarece a fost cel mai puțin afectat de extincția megafaunei din Pleistocen. Totuși, Africa este grav afectată de o gamă largă de probleme de mediu, inclusiv deșertificare, defrișare, lipsa apei și poluare. Se așteaptă ca aceste probleme de mediu adânc înrădăcinate să se agraveze pe măsură ce schimbările climatice vor afecta Africa. Grupul Interguvernamental de Experți în Evoluția Climei al ONU a identificat Africa drept continentul cel mai vulnerabil la schimbările climatice.
Istoria Africii este lungă, complexă și variată și a fost adesea subapreciată de comunitatea istorică globală. Africa, în special Africa de Est, este larg acceptată ca fiind locul de origine al oamenilor și al cladei Hominidae, cunoscută și sub numele de marile maimuțe. Cele mai vechi hominizi și strămoșii lor au fost datați în jurul a 7 milioane de ani în urmă, incluzând Sahelanthropus, Australopithecus africanus, A. afarensis, Homo erectus, H. habilis și H. ergaster; cele mai vechi rămășițe de Homo sapiens (omul modern), găsite în Etiopia, Africa de Sud și Maroc, datează de circa 233.000, 259.000 și respectiv 300.000 de ani în urmă, iar Homo sapiens se crede că a apărut în Africa în urmă cu aproximativ 350.000-260.000 de ani. Africa este, de asemenea, considerată de antropologi ca fiind cel mai genetic divers continent ca rezultat al faptului că a fost locuită pentru cea mai lungă perioadă de timp.

Dimensiunea Africii în comparație cu alte continente.

Civilizații precum Egiptul Antic, Kerma, Punt și Tradiția Tichitt au apărut în Africa de Nord, Est și Vest în timpul mileniilor al IV-lea și al III-lea î.Hr., în timp ce expansiunea bantu din 4000 î.Hr. până în 1000 d.Hr. a avut un rol substanțial în punerea bazelor societăților și statelor în Africa Centrală, de Est și de Sud. A urmat un mozaic istoric complex de civilizații, regate și imperii, majoritatea societăților africane înregistrându-și aparatul de stat, literatura și istoria prin tradiția orală. În Africa, sclavia a fost istoric răspândită, iar piețele interne de sclavi erau folosite pentru a alimenta diverse comerțuri de export cu sclavi, creând diverse diaspore, inclusiv în Americi. De la sfârșitul secolului al XIX-lea până la începutul secolului al XX-lea, impulsionată de a doua revoluție industrială, Africa a fost rapid cucerită și colonizată de națiunile europene, ajungând într-un punct în care doar Etiopia și Liberia erau poliții independente. Stăpânirea europeană a avut un impact semnificativ asupra societăților africane, iar suprimarea autonomiei comunale a perturbat practicile tradiționale locale și a cauzat transformarea ireversibilă a sistemelor socioeconomice africane. Majoritatea statelor actuale din Africa au apărut dintr-un proces de decolonizare după Al Doilea Război Mondial și au înființat Organizația Unității Africane în 1963, predecesoarea Uniunii Africane.

## Etimologie

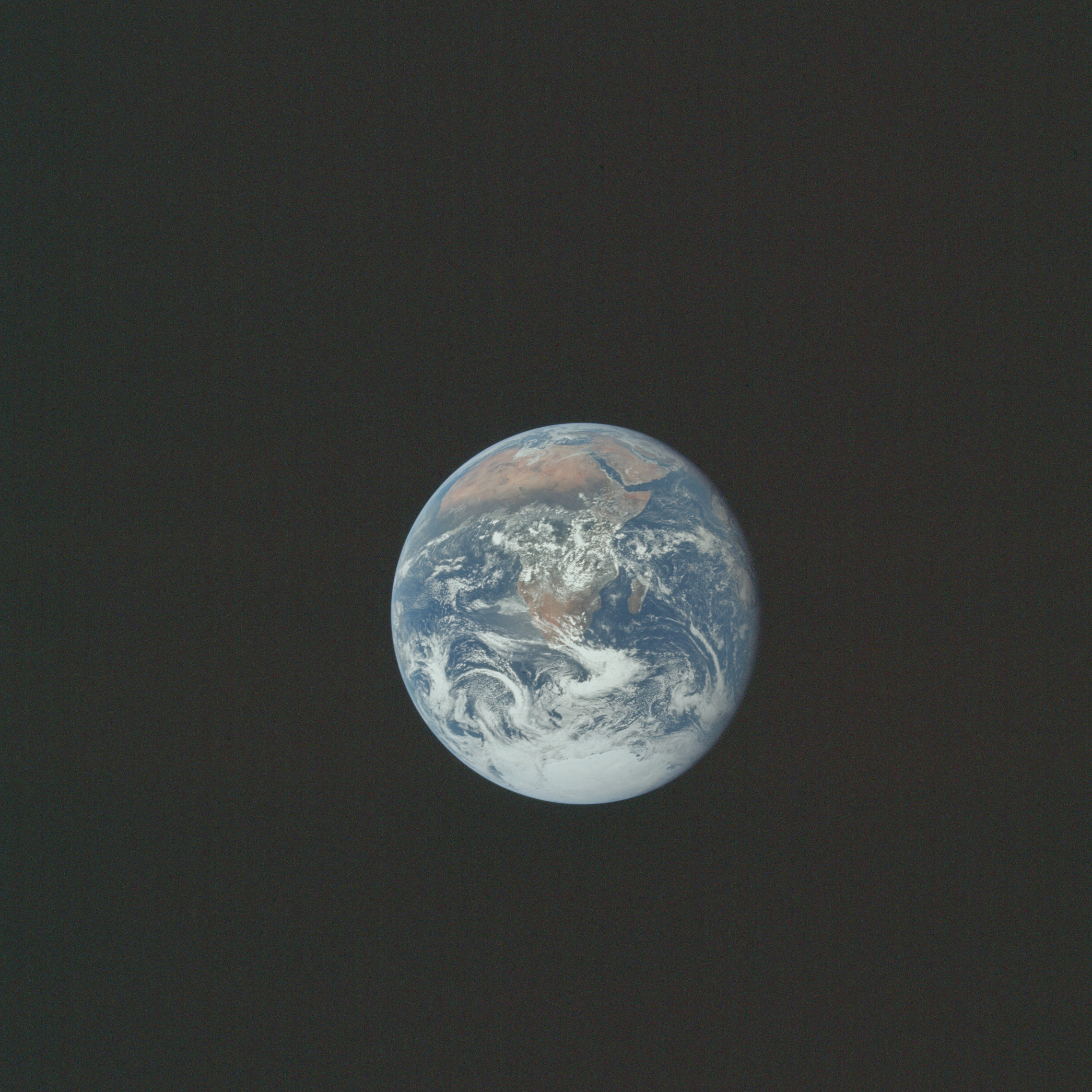
Africa văzută de echipajul Apollo 17 în anul 1972.

Afri era un nume latin folosit pentru a se referi la locuitorii a ceea ce era cunoscut atunci drept Africa de Nord, situată la vest de râul Nil, și în sensul său cel mai larg referindu-se la toate teritoriile de la sud de Marea Mediterană, cunoscută și sub numele de Libia Antică. Acest nume pare să se fi referit inițial la un trib libian autohton, un strămoș al berberilor moderni; vezi Terence pentru discuții. Numele a fost de obicei legat de cuvântul fenician ʿafar, care înseamnă „praf”, dar o ipoteză din 1981 a afirmat că provine din cuvântul berber ifri (plural ifran), care înseamnă „peșteră”, cu referire la locuitorii peșterilor. Același cuvânt poate fi găsit în numele tribului Banu Ifran din Algeria și Tripolitania, un trib berber originar din Yafran (cunoscut și sub numele de Ifrane) din nord-vestul Libiei, precum și în numele orașului Ifrane din Maroc.
Sub stăpânirea romană, Cartagina a devenit capitala provinciei numite atunci Africa Proconsularis, după înfrângerea cartaginezilor în cel de-al Treilea Război Punic în 146 î.Hr., care includea și partea de coastă a Libiei moderne. Sufixul latin -ica poate fi uneori folosit pentru a desemna un teritoriu (de exemplu, în Celtica de la Celtae, așa cum a fost folosit de Iulius Caesar). Ulterior, regiunea musulmană Ifriqiya, după cucerirea Exarhatului Africii al Imperiului Bizantin (Roman de Est), a păstrat și ea o formă a numelui.
Conform romanilor, Africa se afla la vest de Egipt, în timp ce „Asia” era folosită pentru a se referi la Anatolia și la teritoriile de la est. Geograful Ptolemeu (85-165 d.Hr.) a trasat o linie clară între cele două continente, indicând Alexandria de-a lungul meridianului zero și făcând istmul Suez și Marea Roșiegranița dintre Asia și Africa. Pe măsură ce europenii au ajuns să înțeleagă adevărata întindere a continentului, ideea de „Africa” s-a extins odată cu cunoștințele lor.

## Istorie

### Preistorie
Africa este considerată de majoritatea paleoantropologilor ca fiind cel mai vechi teritoriu locuit de pe Pământ, specia umană originând de pe acest continent. În mijlocul secolului XX, antropologii au descoperit numeroase fosile și dovezi ale ocupației umane datând, probabil, de acum șapte milioane de ani. Rămășițele fosile ale mai multor specii de oameni primitivi asemănători maimuțelor, despre care se crede că au evoluat în oameni moderni, precum Australopithecus afarensis, datat radiometric la aproximativ 3,9–3,0 milioane de ani în urmă, Paranthropus boisei (cca. 2,3–1,4 milioane de ani în urmă) și Homo ergaster (cca. 1,9 milioane–600.000 de ani în urmă) au fost descoperite.
După evoluția lui Homo sapiens acum aproximativ 350.000 până la 260.000 de ani în urmă în Africa, continentul a fost populat în principal de grupuri de vânători-culegători. Acești primi oameni moderni au părăsit Africa și au populat restul globului în timpul migrației „Out of Africa II”, datată la aproximativ 50.000 de ani în urmă, ieșind de pe continent fie prin Bab-el-Mandeb peste Marea Roșie, fie prin Strâmtoarea Gibraltar în Maroc, fie prin Istmul Suez în Egipt.
Alte migrații ale oamenilor moderni în cadrul continentului african au fost datate la aceeași perioadă, cu dovezi ale așezărilor umane timpurii găsite în Africa de Sud, Africa de Sud-Est, Africa de Nord și Sahara.

### Apariția civilizației
Dimensiunea Saharei a fost istoric extrem de variabilă, cu suprafața sa fluctuând rapid și, uneori, dispărând în funcție de condițiile climatice globale. La sfârșitul epocilor glaciare, estimat la aproximativ 10,500 î.Hr., Sahara devenise din nou o vale verde și fertilă, iar populațiile africane se întorseseră din interiorul și din înălțimile de coastă din Africa subsahariană, cu picturi rupestre care ilustrează o Sahară fertilă și populații mari descoperite în Tassili n'Ajjer, datând poate de acum zece milenii. Totuși, climatul mai cald și mai secetos a însemnat că până în 5000 î.Hr., regiunea Saharei devenea din ce în ce mai uscată și mai ostilă. În jurul anului 3500 î.Hr., din cauza unei înclinări în orbita Pământului, Sahara a experimentat o perioadă de rapidă deșertificare. Populația s-a deplasat din regiunea Saharei spre Valea Nilului sub al Doilea Cataract, unde au înființat așezări permanente sau semi-permanente. A avut loc o recesiune climatică majoră, care a redus ploile abundente și persistente în Africa Centrală și de Est. Începând din acea perioadă, condițiile uscate au predominat în Africa de Est și, din ce în ce mai mult în ultimii 200 de ani, în Etiopia.
Îmblânzirea bovinelor în Africa a precedat agricultura și pare să fi existat alături de culturile de vânători-culegători. Se speculează că până în 6000 î.Hr., bovinele erau domesticate în Nordul Africii. În complexul Sahara-Nil, oamenii au domesticit multe animale, inclusiv măgarul și o capră mică cu coarne în spirală, care era comună de la Algeria până în Nubia. Între 10,000 și 9,000 î.Hr., olăritul a fost inventat independent în regiunea Mali din savana Africii de Vest. În stepa și savana Saharei și Sahelului din Africa de Nord-Vest, oamenii, posibil strămoși ai culturilor moderne Nilo-Sahariene și Mandé, au început să colecteze mălai sălbatic, în jurul anilor 8000-6000 î.Hr. Mai târziu, au fost colectate și dovlecei, pepeni verzi, semințe de ricin și bumbac. Sorgul a fost domesticit pentru prima dată în Sudanul de Est în jurul anului 4000 î.Hr., într-unul dintre cele mai timpurii exemple de agricultură din istoria umană. Cultivarea sa s-a răspândit treptat în Africa, înainte de a ajunge în India în jurul anului 2000 î.Hr.
În jurul anului 4000 î.Hr., climatul Saharei a început să devină mai uscat într-un ritm extrem de rapid. Această schimbare climatică a determinat scăderea semnificativă a lacurilor și râurilor și a crescut deșertificarea. Aceasta, la rândul său, a redus suprafele de teren propice pentru așezări și a încurajat migrațiile comunităților agricole către clima mai tropicală din Africa de Vest. În primul mileniu î.Hr., o reducere a populațiilor de cereale sălbatice legate de schimbările condițiilor climatice a facilitat expansiunea comunităților agricole și adoptarea rapidă a cultivării orezului în jurul fluviului Niger.
Până în primul mileniu î.Hr., prelucrarea fierului a fost introdusă în Africa de Nord și a fost stabilă în părți din Africa subsahariană, fie prin invenție independentă, fie prin difuziune din nord, și a dispărut în circumstanțe necunoscute în jurul anului 500 d.Hr., după o durată de aproximativ 2,000 de ani, iar până în 500 î.Hr., prelucrarea metalelor a început să devină obișnuită în Africa de Vest. Prelucrarea fierului era complet stabilă în jurul anului 500 î.Hr. în multe zone din Africa de Est și de Vest, deși alte regiuni nu au început prelucrarea fierului decât în primele secole d.Hr. Obiecte din cupru din Egipt, Africa de Nord, Nubia și Etiopia, datând din jurul anului 500 î.Hr., au fost săpate în Africa de Vest, suggerând că rețelele de comerț trans-saharian au fost stabilite la această dată.

### Antichitate (3600 î.Hr. – 500 d.Hr.)

#### Africa de Nord-Est

Harta Egiptului Antic, arătând orașele și siturile sale principale, datand din anul 3150 î.Hr. până la 30 î.Hr.

Începând cu anul 3500 î.Hr., nomosurile (conduse de nomarhi) s-au unit pentru a forma regatele Egiptului de Jos și Egiptului de Sus în nord-estul Africii. În jurul anului 3100 î.Hr., Egiptul de Sus a cucerit Egiptul de Jos pentru a unifica Egiptul sub prima dinastie, cu procesul de consolidare și asimilare finalizat până în timpul celei de-a treia dinastii care a format Vechiul Regat al Egiptului în 2686 î.Hr. Regatul Kerma a apărut în jurul acestei perioade pentru a deveni forța dominantă în Nubia, controlând un teritoriu la fel de mare ca Egiptul între primul și al patrulea cataract al Nilului. Dinastia a patra a supravegheat apogeul Vechiului Regat și a construit numeroase piramide mari, însă sub dinastia a șasea puterea s-a decentralizat gradual către nomarhi, culminând în dezintegrarea regatului, începând astfel Primul Perioadă Intermediară în 2200 î.Hr. Această stare a durat până în 2055 î.Hr. când a unsprezecea dinastie, bazată în Teba, a cucerit celelalte pentru a forma Mijlociul Regat al Egiptului, cu a douăsprezecea dinastie extinzându-se în Nubia Inferioară în detrimentul Kerma. În 1700 î.Hr., Mijlociul Regat s-a fragmentat în două, inaugurând Perioada Intermediară a Doua. Hyksos, un popor militarist din Palestina, a invadat și a cucerit Egiptul de Jos, în timp ce Kerma a coordonat invazii adânci în Egipt pentru a atinge cea mai mare extindere. În 1550 î.Hr., a optsprezecea dinastie a expulzat în cele din urmă Hyksos și a stabilit Noul Regat al Egiptului. Utilizând tehnologia militară avansată pe care Hyksos au adus-o, Noul Regat a cucerit Levantul de la canaanit, mittani, amoriti și hittiti, și a stins Kerma, incorporând Nubia în imperiu și trimițând imperiul egiptean în vârsta de aur. Luptele interne, seceta, foametea și invaziile de un confederație de popoare navigante au contribuit la prăbușirea Noului Regat în 1069 î.Hr., începând Perioada Intermediară a Treia.
Prăbușirea Egiptului a eliberat Regatul Kush egiptenizat, care s-a manevrat în putere în Egiptul de Sus și a cucerit Egiptul de Jos în 754 î.Hr. pentru a forma Imperiul Kushit. Kushitele au domnit timp de un secol și au supervizat o renaștere în construcția de piramide, până când au fost forțate să părăsească Egiptul în mod forțat de asirieni în 663 î.Hr., ca răzbunare pentru expansiunea lor către Imperiul Asirian. Asirienii au instalat o dinastie marionetă care mai târziu a dobândit independență și a unificat din nou Egiptul, până când au fost cucerite de Imperiul Ahemenid în 525 î.Hr. Egiptul și-a recâștigat independența sub a douăzeci și opta dinastie în 404 î.Hr., dar au fost ulterior re-cucerite de Ahemenizi în 343 î.Hr. Cucerirea Egiptului ahemenid de către Alexandru cel Mare în 332 î.Hr. a marcat începutul stăpânirii elenistice și instalarea dinastiei Ptolemeice macedonene în Egipt. Ptolemeii și-au pierdut posesiunile în afara Africii în războaiele siriene cu seleucizii, dar s-au extins în Cirenaica și au subjugat Kush în secolul al III-lea î.Hr. În secolul I î.Hr., Egiptul ptolemeic a fost implicat într-un război civil roman, ceea ce a dus la cucerirea sa de către romani în 30 î.Hr. Criza secolului al III-lea din Imperiul Roman a eliberat statul oraș Levantin Palmyra, care a cucerit Egiptul, dar stăpânirea lor scurtă a luat sfârșit când au fost re-cuceriți de romani. În mijlocul acestor evenimente, Kush și-a recâștigat independența totală față de Egipt, persistând ca o putere regională majoră până când, slăbită de rebeliuni interne în contextul condițiilor climatice tot mai rele, invaziile atât ale Aksum cât și ale Noba au provocat dezintegrarea lor în Makuria, Alodia și Nobatia în secolul al V-lea d.Hr. Romanii au reușit să păstreze Egiptul pentru restul perioadei antice.

#### Cornul Africii

Regatul Aksumin din secolul al VI-lea d.Hr., inclusiv Peninsula Arabă actuală și Africa de Est.

În Cornul Africii, exista Țara Punt, un regat pe Marea Roșie, probabil situat în Eritreea modernă sau în nordul Somalilandului. Egiptenii antici inițial comerciau prin intermediari cu Punt până când, în 2350 î.Hr., au stabilit relații directe. Ei au devenit parteneri comerciali apropiați pentru mai mult de un mileniu. Spre sfârșitul perioadei antice, nordul Etiopiei și Eritreea au dat naștere Regatului D'mt, începând cu 980 î.Hr. În Somalia și Djibouti moderne exista Regatul Macrobian, iar descoperirile arheologice indică posibilitatea existenței altor civilizații sofisticate necunoscute în această perioadă. După căderea D'mt în secolul al V-lea î.Hr., Platoul Etiopian a fost condus de numeroase regate mai mici necunoscute, care au experimentat o influență puternică din sudul Arabiei, până la creșterea și expansiunea Aksumului în secolul I î.Hr. De-a lungul coastei Cornului Africii existau multe orașe-stat somaleze antice care prosperau datorită comerțului pe Marea Roșie și transportau marfa lor prin beden, exportând smirnă, tămâie, mirodenii, gumă, tămâie și fildeș, libertatea de interferența romană făcând ca indienii să ofere orașelor un monopol profitabil pe scorțișoara din India antică.
Regatul Aksum a crescut de la un principat la o mare putere pe ruta comercială între Roma și India prin cucerirea vecinilor săi necunoscuți, obținând un monopol pe comerțul din Oceanul Indian în regiune. Ascensiunea Aksumului i-a făcut să stăpânească mare parte din regiunile de la Lacul Tana până la valea Nilului și au cucerit părți din regatul slăbit al Kush, au condus campanii împotriva popoarelor Noba și Beja și s-au extins în Arabia de Sud. Acest lucru l-a determinat pe profetul persan Mani să considere Aksum ca una dintre cele patru mari puteri ale secolului al III-lea d.Hr. alături de Persia, Roma și China. În secolul al IV-lea d.Hr., regele Aksumului s-a convertit la creștinism și populația Aksumului, care urmaseră amestecuri sincretice de credințe locale, a urmat treptat. Sfârșitul secolului al V-lea a văzut Aksum aliat cu Imperiul Bizantin, care se considera apărător al creștinismului, echilibrându-se împotriva Imperiului Sasanid și Regatului Himyarit din Arabia.

#### Africa de Nord-Vest

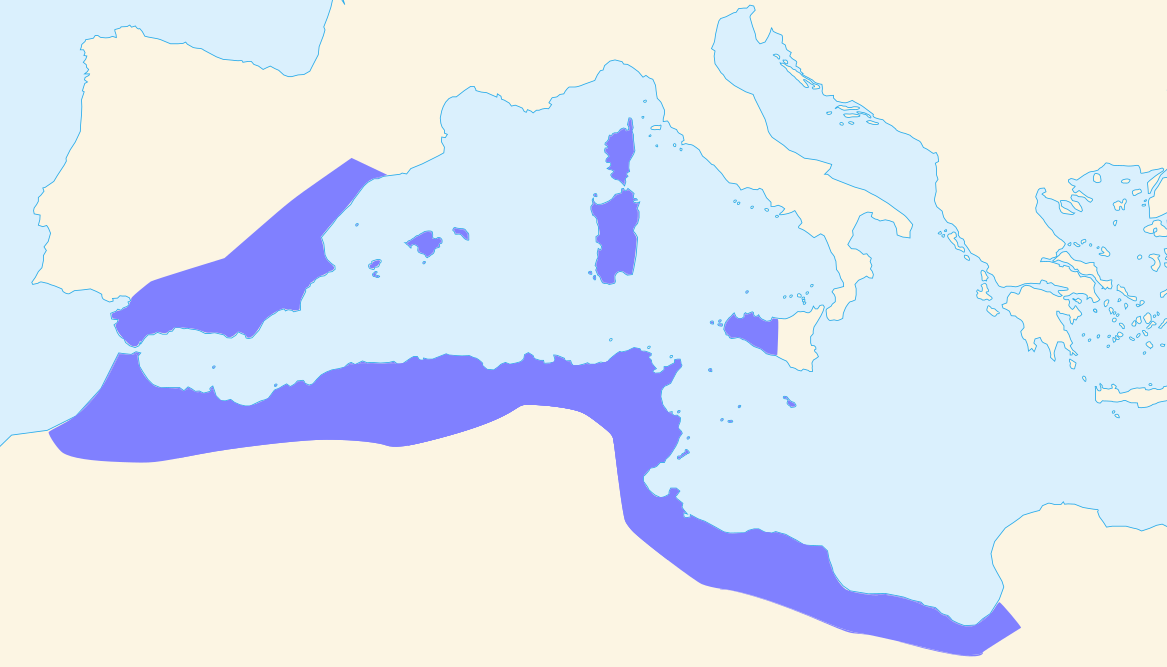
Cartagina antică în 323 î.Hr.

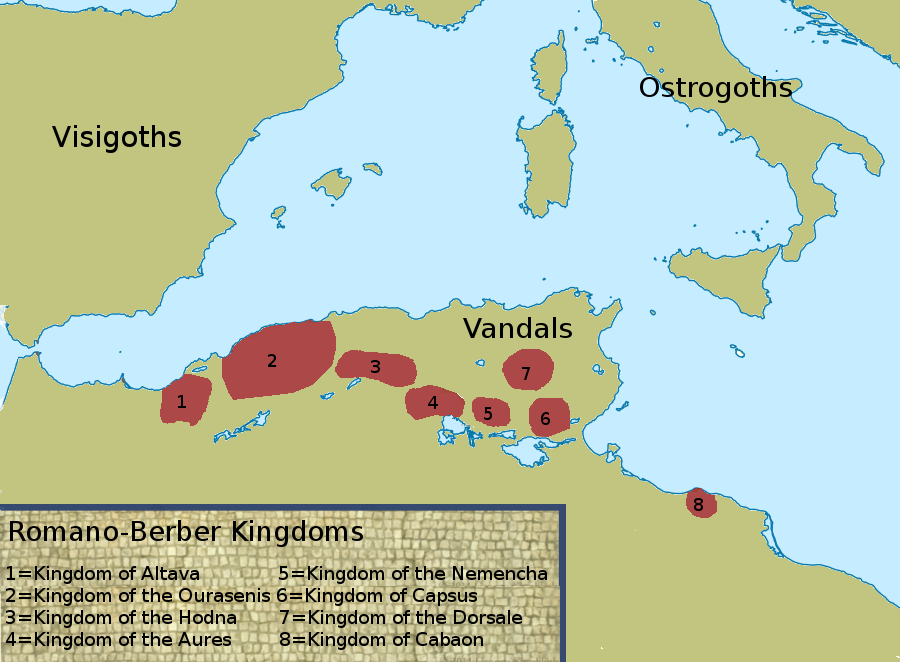
Regate romanizate-berbere: Altava, Ouarsenis, Hodna, Aures, Nemencha, Capsus, Dorsale și Cabaon.

Maghrebul și Ifriqiya erau în mare parte izolate de leagănul civilizației din Egipt de deșertul libian, situație agravată de faptul că bărcile egiptene erau adaptate pentru Nil și nu se descurcau bine în Marea Mediterană deschisă. Acest lucru a făcut ca societățile din această zonă să se dezvolte în mod similar cu cele din sudul Europei, până când așezările feniciene au ajuns să domine cele mai profitabile locații comerciale din Golful Tunisului. Așezările feniciene au evoluat ulterior în Cartagina antică după ce și-au câștigat independența față de Fenicia în secolul al VI-lea î.Hr., construind un imperiu extins și o rețea comercială strictă, toate asigurate de una dintre cele mai mari și mai puternice flote navale din Mediterana antică. Cartagina și-a găsit sfârșitul în Războaiele Punice împotriva Republicii Romane expansioniste, însă cursul acestor războaie nu a fost liniar, Cartagina având inițial succes considerabil în cel de-al Doilea Război Punic după celebra traversare a Alpilor de către Hannibal în nordul Italiei. Înfrângerea lor și prăbușirea ulterioară a imperiului au dus la formarea a două noi state în Maghreb: Numidia, care a ajutat romanii în cel de-Al Doilea Război Punic, Mauretania, un regat tribal al Maurilor și casa legendarului Rege Atlas, și diverse triburi precum Garamantes, Musulamii și Bavares. Cel de-al Treilea Război Punic a dus la înfrângerea totală a Cartaginei în 146 î.Hr., iar romanii au înființat provincia Africa, cu Numidia preluând controlul asupra multor porturi africane ale Cartaginei. Spre sfârșitul secolului al II-lea î.Hr., Mauretania a luptat alături de Jugurtha din Numidia în Războiul Jugurthinei împotriva romanilor, după ce acesta uzurpase tronul Numidiei de la un aliat roman. Împreună, au provocat pierderi grele care au zguduit Senatul Roman, războiul terminându-se fără un rezultat concludent când Bocchus I din Mauretania l-a trădat pe Jugurtha romanilor.
La începutul mileniului, ambele state au avut aceeași soartă ca și Cartagina și au fost cucerite de romani, care au stabilit Mauretania și Numidia ca provincii ale imperiului lor, în timp ce Musulamii, conduși de Tacfarinas, și Garamantes au fost în cele din urmă învinși în război în secolul I d.Hr., dar nu au fost cuceriți. În secolul al V-lea d.Hr., vandalii au cucerit Africa de nord, precipitând o cădere a Romei. Mari regiuni de populații indigene și-au recăpătat autoguvernarea în Regatul Mauro-Roman și numeroasele sale state succesoare din Maghreb, și anume regatele Ouarsenis, Aurès și Altava. Vandalii au stăpânit Ifriqiya timp de un secol, până la recucerirea bizantină de la începutul secolului al VI-lea d.Hr. Bizantinii și regatele berbere au purtat conflicte minore și neînsemnate, cum ar fi în cazul lui Garmul, dar au coexistat în mare parte. Mai în interiorul Exarhatului Bizantin al Africii se aflau Sanhaja din Algeria modernă, un grup larg de trei confederații tribale, una dintre acestea fiind gruparea Masmuda în Marocul modern, alături de nomazii Zenata; triburile lor compozite aveau să modeleze ulterior o mare parte din istoria Africii de Nord.

#### Africa de Vest

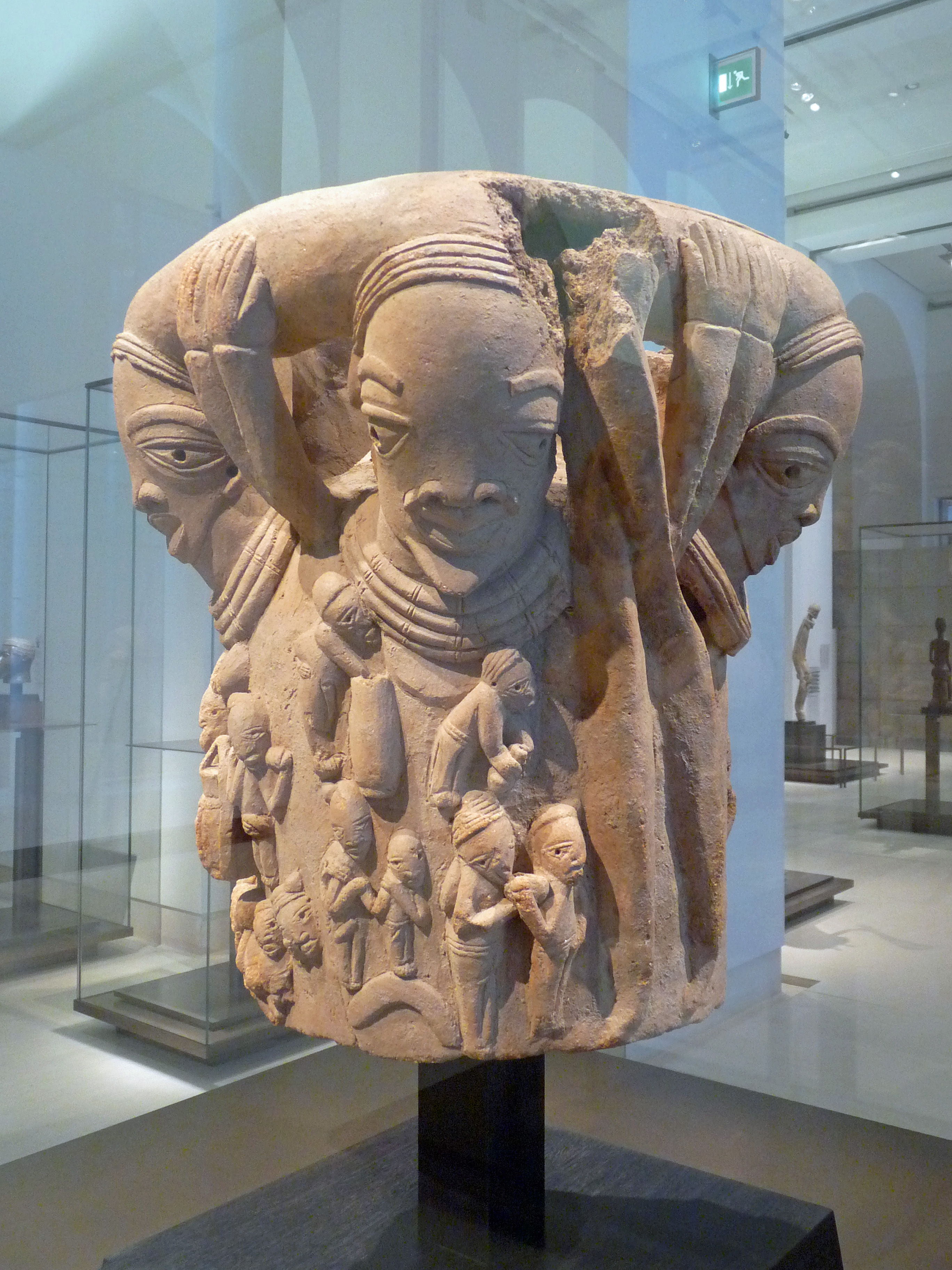
O sculptură Nok din Nigeria actuală, găzduită acum în muzeul Luvru din Paris.

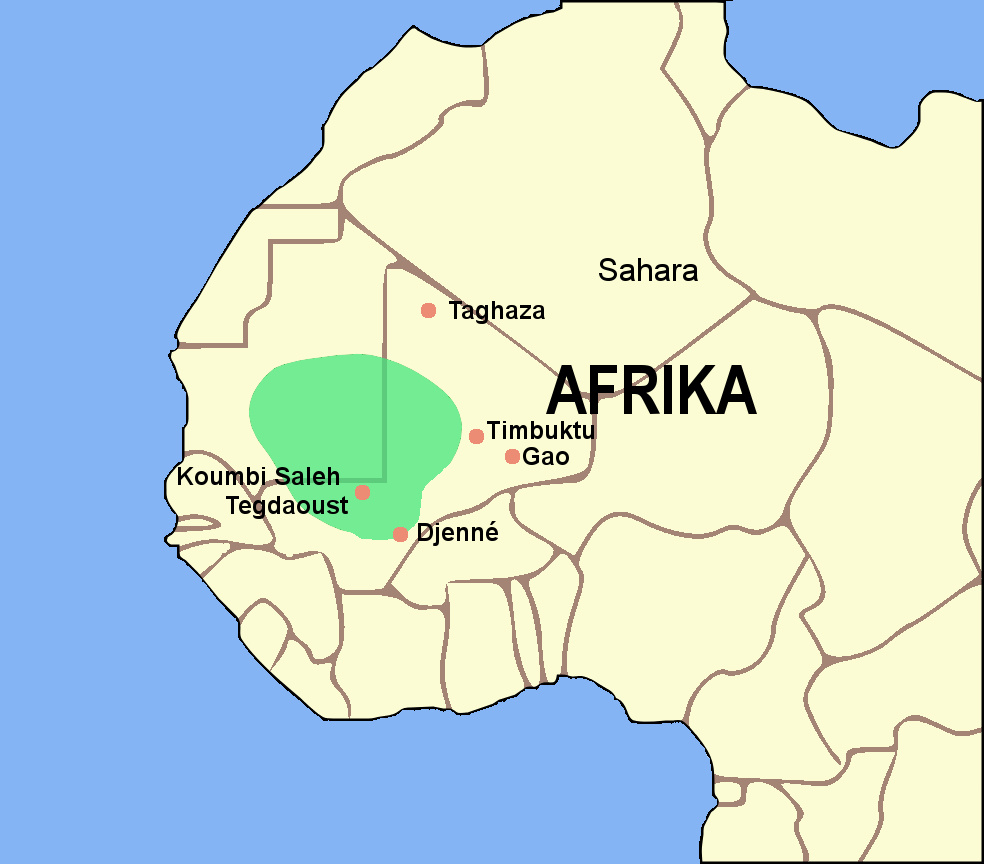
Imperiul Ghana.

În Sahelul vestic, apariția comunităților stabile a avut loc în mare parte ca rezultat al domesticirii meiului și sorgului. Arheologia indică existența unor populații urbane semnificative în Africa de Vest încă din mileniul al IV-lea î.Hr., care au dezvoltat esențialmente metalurgia fierului până în anul 1200 î.Hr., atât în ceea ce privește topirea, cât și forjarea pentru unelte și arme. Pajiștile, deșerturile și pădurile extinse pe direcția est-vest și de la nord la sud au fost cruciale pentru formarea societăților respective și au însemnat că, înainte de accesul la rutele comerciale trans-sahariene, relațiile comerciale simbiotice s-au dezvoltat ca răspuns la oportunitățile oferite de diversitatea ecosistemelor nord-sud. Diverse civilizații au prosperat în această perioadă. Începând cu anul 4000 î.Hr., cultura Tichitt din Mauritania și Mali moderne a fost cea mai veche societate complex organizată cunoscută din Africa de Vest, având o structură socială ierarhică pe patru niveluri. Alte civilizații includ cultura Kintampo din 2500 î.Hr. în Ghana modernă, cultura Nok din 1500 î.Hr. în Nigeria modernă, cultura Daima în jurul Lacului Chad din 550 î.Hr., Djenné-Djenno din 250 î.Hr. în Mali modern, și civilizația Serer din Senegalul modern, care a construit cercurile de piatră Senegambia din secolul al III-lea î.Hr. Există, de asemenea, o înregistrare detaliată a regatului Igodomigodo, fondat probabil în 40 î.Hr., care ulterior a format Imperiul Benin.
Spre sfârșitul secolului al III-lea d.Hr., o perioadă umedă în Sahel a creat zone pentru locuire și exploatare care nu fuseseră locuibile timp de aproape un mileniu, iar Regatul Wagadu, numele local al Imperiului Ghana, a apărut din cultura Tichitt, devenind bogat după introducerea cămilei în Sahelul vestic, revoluționând comerțul trans-saharian care lega capitala lor și Aoudaghost de Tahert și Sijilmasa în Africa de Nord. Mitul fondator al Wagadu susține că primul său rege a ajuns la putere după ce a ucis Bida, o zeitate șarpe, în căutarea apei, deși relatările diferă, unele afirmând că el a făcut un târg cu Bida să sacrifice o fecioară pe an în schimbul asigurării unei cantități suficiente de precipitații și aur. Nucleul Wagadu traversa sudul Mauritaniei moderne și vestul Maliului, iar tradiția Soninke prezintă Ghana timpurie ca fiind războinică, cu războinici călare pe cai esențiali pentru extinderea teritoriului și populației sale, deși detaliile despre expansiunea lor sunt extrem de rare. Wagadu își făcea profiturile menținând un monopol asupra aurului care se îndrepta spre nord și a sării care se îndrepta spre sud, deși nu controla câmpurile de aur în sine, situate în regiunile forestiere. Este probabil că dominația comercială a Wagadu a permis consolidarea treptată a multor state într-un stat confederat, ale cărui componente aveau relații variate cu nucleul, de la administrare completă până la plata nominală a tributului. Pe baza marilor tumuli răspândiți în Africa de Vest datând din această perioadă, s-a stipulat că, relativ la Wagadu, au existat regate simultane și anterioare care, din păcate, s-au pierdut în negura timpului.

#### Africa Centrală, de Est și de Sud

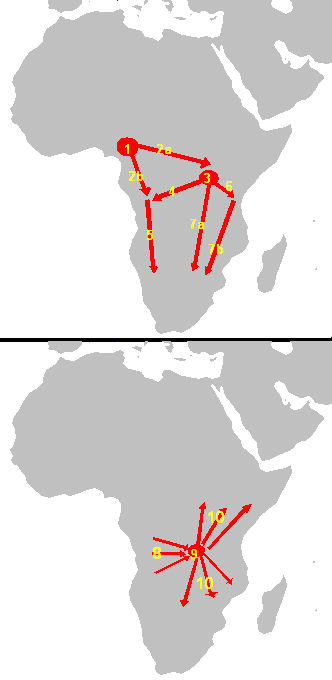
Expansiunea grupului etnic Bantu.

În Africa Centrală, civilizația Sao a înflorit timp de peste un mileniu începând cu secolul al VI-lea î.Hr. Sao trăiau pe malul râului Chari, la sud de Lacul Ciad, în teritorii care ulterior au devenit parte din Camerunul și Chadul actual. Artefactele Sao arată că erau meșteșugari pricepuți în prelucrarea bronzului, cuprului și fierului, cu descoperiri care includ sculpturi din bronz, statui din teracotă reprezentând figuri umane și animale, monede, urne funerare, ustensile de uz casnic, bijuterii, ceramică foarte decorată și sulițe. În apropiere, în jurul Lacului Ejagham din sud-vestul Camerunului, civilizația Ekoi s-a ridicat în jurul secolului al II-lea d.Hr., fiind cunoscută în special pentru construirea monoliților Ikom. Mai spre est, partea de nord a coastei Swahili a găzduit enigmaticul Azania, cel mai probabil un stat Cushitic de sud.
Expansiunea bantu a constituit o serie majoră de migrații ale popoarelor bantu din Africa Centrală către estul și sudul Africii și a fost esențială pentru stabilirea populației pe continent. Începând cu mileniul al II-lea î.Hr., bantu au început să migreze din Camerun spre centrul, estul și sudul Africii, punând bazele pentru viitoare state precum Regatul Kongo în Bazinul Congo, Imperiul Kitara în Marile Lacuri ale Africii, Imperiul Luba în Depresiunea Upemba, Sultanatul Kilwa pe coasta Swahili, înlăturând Azania, cu Rhapta fiind ultimul său bastion în secolul I d.Hr., și formând diverse orașe-stat constituind civilizația Swahili. Aceste migrații au pregătit terenul și pentru Regatul Mapungubwe în bazinul Zambezi. După ce au ajuns la Zambezi, bantu au continuat spre sud, grupurile din est ajungând în Mozambicul modern și atingând Maputo în secolul al II-lea d.Hr. Mai la sud, așezările bantu, care erau agricultori și păstori ce foloseau fierul, erau bine stabilite la sud de râul Limpopo până în secolul al IV-lea d.Hr., deplasând și absorbind populațiile Khoisan originale. La vest de aceștia, în dealurile Tsodilo din Botswana, se aflau San, un popor seminomad de vânători-culegători, despre care se crede că descind din primii locuitori ai Africii de Sud de acum 100.000 de ani, făcându-i una dintre cele mai vechi culturi de pe Pământ.

### Secolele IX-XVIII

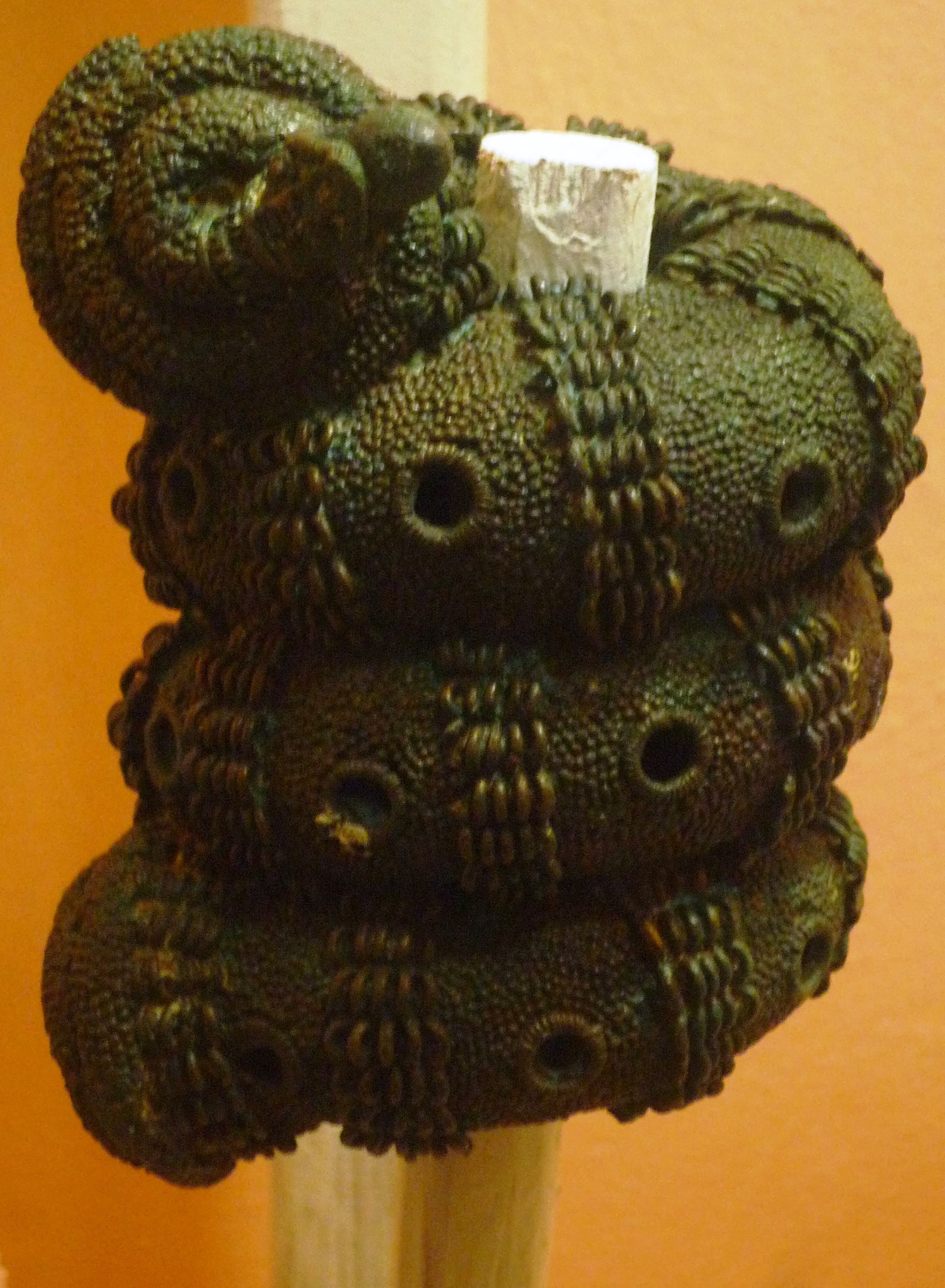
Bronzurile din secolul al IX-lea de la Igbo-Ukwu, în Nigeria, au prezentat un nivel de realizare tehnică care a fost mult mai avansat decât turnarea europeană a bronzului din aceeași perioadă.

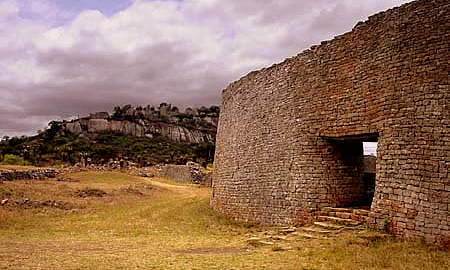
Ruinele Marii Zimbabwe, care au înflorit în secolele XI-XV.

Africa precolonială poseda poate până la 10.000 de state și unități politice diferite, caracterizate prin multe tipuri de organizare politică și conducere. Acestea includeau grupuri mici de familii de vânători-culegători, cum ar fi poporul San din sudul Africii; grupuri mai mari și mai structurate, precum grupările de clanuri familiale ale popoarelor vorbitoare de bantu din centrul, sudul și estul Africii; grupuri de clanuri foarte structurate în Cornul Africii; marile regate saheliene; și orașe-state și regate autonome, cum ar fi cele ale popoarelor Akan, Edo, Yoruba și Igbo din Africa de Vest; și orașele comerciale de pe coasta Swahili din sud-estul Africii.
Până în secolul al IX-lea d.Hr., un șir de state dinastice, inclusiv cele mai vechi state Hausa, se întindeau de-a lungul savanei subsahariene, din regiunile vestice până în Sudanul central. Cele mai puternice dintre aceste state erau Ghana, Gao și Imperiul Kanem-Bornu. Ghana a declinat în secolul al XI-lea, dar a fost succedată de Imperiul Mali, care a consolidat mare parte din vestul Sudanului în secolul al XIII-lea. Kanem a acceptat Islamul în secolul al XI-lea.
În regiunile împădurite de pe coasta de vest a Africii, regatele independente au crescut cu puțină influență din partea nordului musulman. Regatul Nri a fost înființat în jurul secolului al IX-lea și a fost unul dintre primele. Este, de asemenea, unul dintre cele mai vechi regate din Nigeria de astăzi și a fost condus de Eze Nri. Regatul Nri este renumit pentru bronzurile sale elaborate, găsite în orașul Igbo-Ukwu. Bronzurile au fost datate încă din secolul al IX-lea.
Regatul Ife, istoric primul dintre aceste orașe-state sau regate Yoruba, a stabilit un guvern sub conducerea unui oba preoțesc ('rege' sau 'conducător' în limba Yoruba), numit Ooni din Ife. Ife era cunoscut ca un important centru religios și cultural în Africa de Vest și pentru tradiția sa unică de sculptură naturalistă în bronz. Modelul de guvernare din Ife a fost adaptat în Imperiul Oyo, unde obașii sau regii săi, numiți Alaafin din Oyo, controlau un număr mare de alte orașe-state și regate Yoruba și non-Yoruba; Regatul Fon din Dahomey era unul dintre domeniile non-Yoruba sub controlul Oyo.
Almoravizii erau o dinastie berberă din Sahara care s-a extins pe o zonă largă din nord-vestul Africii și Peninsula Iberică în timpul secolului al XI-lea. Banu Hilal și Banu Ma'qil erau o colecție de triburi arabe beduine din Peninsula Arabică care au migrat spre vest prin Egipt între secolele al XI-lea și al XIII-lea. Migrarea lor a dus la fuziunea dintre arabi și berberi, unde localnicii au fost arabiți, iar cultura arabă a absorbit elemente ale culturii locale, sub cadrul unificator al Islamului.
După destrămarea Mali, un lider local pe nume Sonni Ali (1464–1492) a fondat Imperiul Songhai în regiunea Nigerului mijlociu și Sudanul de vest și a preluat controlul comerțului trans-saharian. Sonni Ali a cucerit Timbuktu în 1468 și Jenne în 1473, construindu-și regimul pe veniturile din comerț și cooperarea comercianților musulmani. Succesorul său, Askia Mohammad I (1493–1528), a făcut din Islam religia oficială, a construit moschei și a adus în Gao savanți musulmani, inclusiv pe al-Maghili (d.1504), fondatorul unei tradiții importante de învățământ musulman sudanez african. Până în secolul al XI-lea, unele state Hausa - precum Kano, Jigawa, Katsina și Gobir - s-au dezvoltat în orașe fortificate care se ocupau de comerț, serveau caravane și manufacturau bunuri. Până în secolul al XV-lea, aceste mici state erau la periferia marilor imperii sudaneze ale epocii, plătind tribut Songhai la vest și Kanem-Borno la est.

### Înălțimea comerțului cu sclavi

Principalele regiuni de comerț cu sclavi din Africa între secolele al XV-lea și al XIX-lea.

Sclavia a fost practicată de mult timp în Africa. Între secolele XV și XIX, comerțul transatlantic cu sclavi a dus un număr estimat de 7-12 milioane de sclavi în Lumea Nouă. În plus, peste 1 milion de europeni au fost capturați de pirații berberi și vânduți ca sclavi în Africa de Nord între secolele XVI și XIX.
În Africa de Vest, declinul comerțului transatlantic cu sclavi în anii 1820 a cauzat schimbări economice dramatice în statele locale. Scăderea treptată a comerțului cu sclavi, determinată de lipsa cererii pentru sclavi în Lumea Nouă, creșterea legislației anti-sclavie în Europa și America și prezența din ce în ce mai mare a Marinei Regale Britanice în largul coastei Africii de Vest, a obligat statele africane să adopte noi economii. Între 1808 și 1860, Escadrila Britanică din Africa de Vest a capturat aproximativ 1.600 de nave de sclavi și a eliberat 150.000 de africani care se aflau la bord.
Acțiuni au fost întreprinse și împotriva liderilor africani care au refuzat să semneze tratate britanice pentru a interzice comerțul cu sclavi, de exemplu împotriva "regelui uzurpator al Lagosului", detronat în 1851. Tratatate anti-sclavie au fost semnate cu peste 50 de conducători africani. Marile puteri ale Africii de Vest (Confederația Asante, Regatul Dahomey și Imperiul Oyo) au adoptat diferite modalități de adaptare la schimbare. Asante și Dahomey s-au concentrat pe dezvoltarea "comerțului legitim" sub forma uleiului de palmier, a cacao-ului, a lemnului și a aurului, formând baza comerțului modern de export al Africii de Vest. Imperiul Oyo, incapabil să se adapteze, a căzut în războaie civile.

### Colonialism
„Împărțirea Africii” a fost cucerirea și colonizarea majorității Africii de către șapte puteri europene occidentale, impulsionată de a doua Revoluție Industrială în timpul erei „Imperialismului Nou” (1833–1914). În 1870, 10% din continent era formal sub control european. Până în 1914, acest procent a crescut la aproape 90%, cu doar Liberia, Etiopia și părți din actuala Libie păstrându-și suveranitatea deplină.
Conferința de la Berlin din 1884 a reglementat colonizarea și comerțul european în Africa și este văzută ca emblematică pentru „împărțirea” continentului. În ultimul sfert al secolului al XIX-lea, au existat rivalități politice considerabile între imperiile europene, care au oferit impulsul pentru colonizare. Ultimii ani ai secolului al XIX-lea au văzut o tranziție de la „imperialismul informal” – influență militară și dominație economică – la conducere directă.
Cu declinul imperiilor coloniale europene în urma celor două războaie mondiale, majoritatea coloniilor africane și-au câștigat independența în timpul Războiului Rece și au decis să păstreze granițele coloniale în cadrul conferinței Organizației Unității Africane din 1964, din cauza temerilor de războaie civile și instabilitate regională, punând accent pe panafricanism.

### Luptele pentru independență

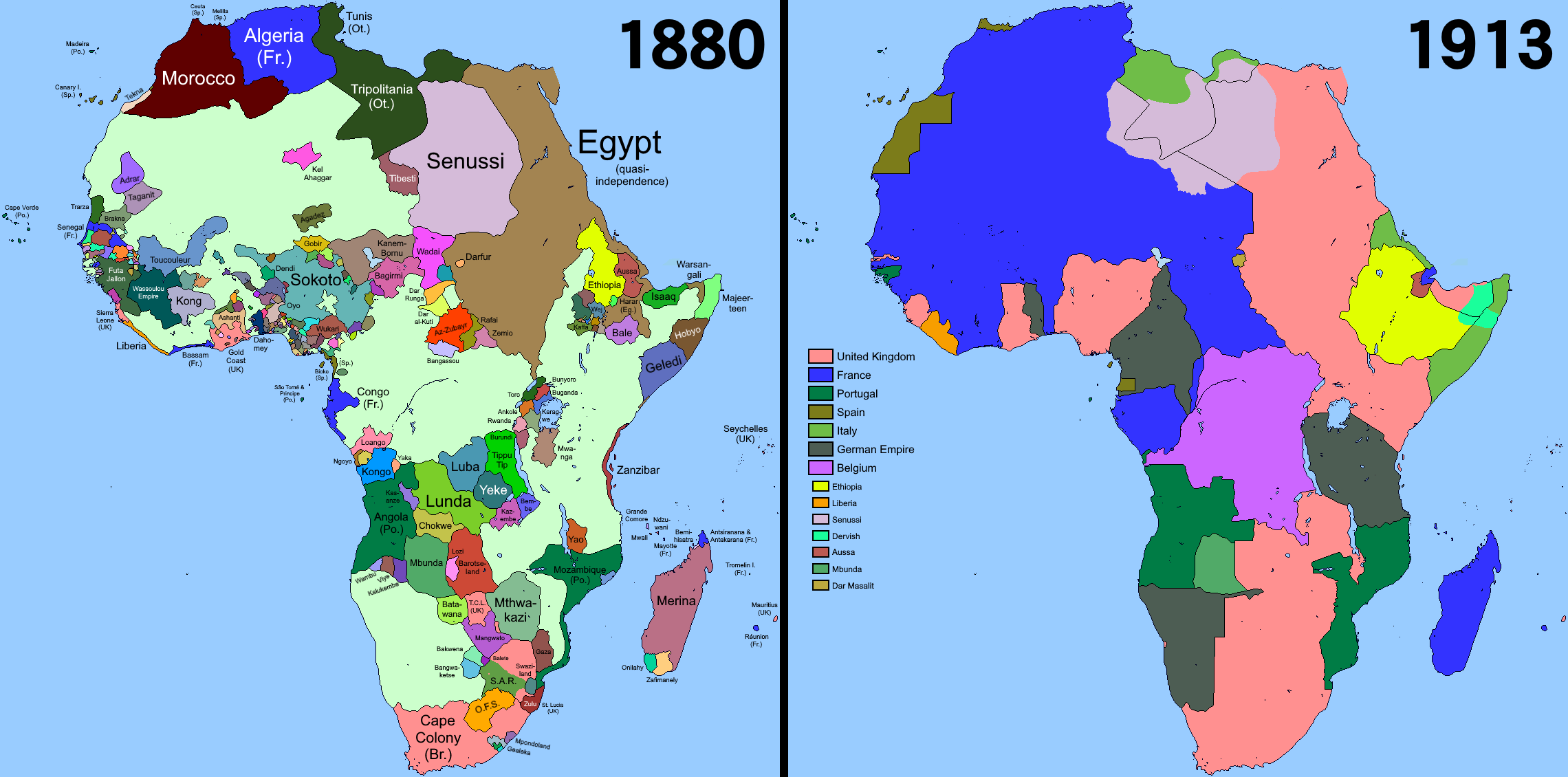
Comparația Africii între anul 1880 și 1913.

Imperiul colonial european avea să continue până după încheierea celui de-al Doilea Război Mondial, când aproape toate teritoriile coloniale rămase au obținut treptat independența formală. Mișcările de independență din Africa au câștigat momentum după al Doilea Război Mondial, care a lăsat marile puteri europene slăbite. În 1951, Libia, o fostă colonie italiană, a obținut independența. În 1956, Tunisia și Marocul și-au câștigat independența față de Franța. Ghana a urmat exemplul în anul următor (martie 1957), devenind prima colonie din Africa sub-sahariană care a primit independența. În deceniul următor, valuri de decolonizare au avut loc în întreg continentul, culminând în Anul Africii din 1960 și în înființarea Organizației Unității Africane în 1963.
Prezența externă a Portugaliei în Africa sub-sahariană (în special în Angola, Capul Verde, Mozambic, Guinea-Bissau și São Tomé și Príncipe) a durat din secolul al XVI-lea până în 1975, după ce regimul Estado Novo a fost răsturnat printr-un lovit de stat militar la Lisabona. Rhodesia a declarat unilateral independența față de Regatul Unit în 1965, sub guvernarea minorității albe conduse de Ian Smith, dar nu a fost recunoscută internațional ca stat independent (sub numele de Zimbabwe) până în 1980, când naționaliștii negri au preluat puterea după un război de gherilă amar. Deși Africa de Sud a fost una dintre primele țări africane care au obținut independența, statul a rămas sub controlul minorității albe a țării, inițial prin drepturi de vot calificate și din 1956 printr-un sistem de segregare rasială cunoscut sub numele de apartheid, până în 1994.

### Africa post colonială

Prezența colonială europeană în Africa din 1939.

Astăzi, Africa cuprinde 54 de țări suverane. De la independență, statele africane au fost adesea împiedicate de instabilitate, corupție, violență, și autoritarism. Majoritatea covârșitoare a statelor africane sunt republici care funcționează sub diverse forme ale sistemului prezidențial de guvernare. Totuși, puține dintre ele au reușit să mențină guverne democratice pe termen lung - conform criteriilor stabilite de Lührmann et al. (2018), doar Botswana și Mauritius au fost consecvent democratice pe întreaga lor istorie post-colonială. Majoritatea țărilor africane au cunoscut mai multe lovituri de stat sau perioade de dictatură militară. Între 1990 și 2018, totuși, continentul în ansamblu a înclinat spre o guvernare mai democratică.
La independență, o majoritate covârșitoare a africanilor trăiau în sărăcie extremă. Continentul a suferit de pe urma lipsei de dezvoltare infrastructurală sau industrială în perioada colonială, alături de instabilitatea politică. Cu resurse financiare limitate sau acces redus la piețele globale, țări relativ stabile precum Kenya au experimentat doar o dezvoltare economică foarte lentă. Doar câteva țări africane au reușit să obțină creștere economică rapidă înainte de 1990. Excepțiile includ Libia și Guineea Ecuatorială, ambele având rezerve mari de petrol.
Instabilitatea în întregul continent după decolonizare a rezultat în primul rând din marginalizarea grupurilor etnice și corupție. În căutarea câștigului politic personal, mulți lideri au promovat deliberat conflicte etnice, unele dintre acestea având origini în perioada colonială, cum ar fi gruparea mai multor grupuri etnice nelegate între ele într-o singură colonie, divizarea unui grup etnic distinct între mai multe colonii sau exacerbarea conflictelor existente de stăpânirea colonială, cum ar fi tratamentul preferențial acordat hutușilor față de tutsi în Rwanda în timpul stăpânirii germane și belgiene.

Ordinea independenței națiunilor africane, 1950–2011

Războaiele și conflictele din Africa, 1980–96.

Harta politică a Africii în anul 2021

În fața unei violențe tot mai frecvente și severe, conducerea militară a fost larg acceptată de populația multor țări ca mijloc de menținere a ordinii, iar în anii 1970 și 1980 o majoritate de țări africane erau controlate de dictaturi militare. Disputele teritoriale între națiuni și rebeliunile grupurilor în căutare de independență au fost, de asemenea, comune în statele africane independente. Cea mai devastatoare dintre acestea a fost Războiul Civil Nigerian, luptat între forțele guvernamentale și o republică secesionistă igbo, care a dus la o foamete care a ucis între 1 și 2 milioane de oameni. Două războaie civile în Sudan, primul desfășurat între 1955 și 1972 și al doilea între 1983 și 2005, au ucis colectiv aproximativ 3 milioane de oameni, fiind luptate în principal pe baze etnice și religioase.
Conflictele Războiului Rece între Statele Unite ale Americii și Uniunea Sovietică au contribuit, de asemenea, la instabilitate. Atât Uniunea Sovietică, cât și Statele Unite au oferit stimulente considerabile liderilor politici și militari africani care s-au aliniat cu politica externă a marilor puteri. Ca exemplu, în timpul Războiului Civil din Angola, MPLA aliniat cu sovieticii și cubanezii și UNITA aliniat cu americani au primit majoritatea sprijinului lor militar și politic de la aceste țări. Multe țări africane au devenit extrem de dependente de ajutorul extern. Pierderea bruscă a ajutorului atât de la sovietici cât și de la americani la sfârșitul Războiului Rece și căderea URSS a dus la turbulențe economice și politice severe în țările cel mai dependente de sprijin extern.
În Etiopia a avut loc o mare foamete între 1983 și 1985, în care au murit până la 1,2 milioane de oameni, pe care majoritatea istoricilor o atribuie în primul rând relocalizării forțate a muncitorilor agricoli și confiscării grânelor de către guvernul comunist Derg, agravată ulterior de războiul civil. În 1994, un genocid în Rwanda a dus la până la 800.000 de morți, adăugându-se o criză severă a refugiaților și alimentând ascensiunea grupurilor militare în țările vecine. Acest lucru a contribuit la izbucnirea primului și celui de-al doilea război din Congo, care au fost cele mai devastatoare conflicte militare din Africa modernă, cu până la 5,5 milioane de decese, făcându-l de departe cel mai mortal conflict din istoria modernă a Africii și unul dintre cele mai costisitoare războaie din istoria omenirii.
În Africa continuă diverse conflicte între grupuri insurgente și guverne. Din 2003, există un conflict în curs în Darfur (Sudan), care a atins intensitatea maximă între 2003 și 2005, cu creșteri semnificative ale violenței în 2007 și 2013–15, soldat cu aproximativ 300.000 de morți în total. Insurgența Boko Haram, predominant în Nigeria (cu lupte semnificative și în Niger, Ciad și Camerun), a ucis în jur de 350.000 de persoane din 2009 încoace. În mare parte, conflictele din Africa s-au redus la conflicte de intensitate redusă până în 2022. Cu toate acestea, Războiul din Tigray, desfășurat între 2020 și 2022, a dus la moartea estimată a 300.000–500.000 de oameni, în principal din cauza foametei.
În ansamblu, totuși, violența în Africa a scăzut semnificativ în secolul al XXI-lea, odată cu încheierea războaielor civile din Angola, Sierra Leone și Algeria în 2002, Liberia în 2003, și Sudan și Burundi în 2005. Al Doilea Război din Congo, care a implicat 9 țări și mai multe grupuri insurgente, s-a încheiat în 2003. Această scădere a violenței a coincis cu abandonarea de către multe țări a economiilor de tip comunist și deschiderea lor către reforme de piață, care în decursul anilor 1990 și 2000 au promovat stabilirea unui comerț permanent și pașnic între țările vecine (vezi pacea capitalistă).
Stabilitatea îmbunătățită și reformele economice au dus la o creștere semnificativă a investițiilor străine în multe națiuni africane, în special din China, ceea ce a stimulat și mai mult creșterea economică. Între 2000 și 2014, creșterea anuală a PIB-ului în Africa sub-sahariană a înregistrat o medie de 5,02%, dublându-și PIB-ul total de la 811 miliarde de dolari la 1,63 trilioane de dolari (constant în USD din 2015). Africa de Nord a cunoscut rate de creștere comparabile. O parte semnificativă din această creștere poate fi atribuită difuziunii facilitate a tehnologiilor informaționale și în special telefonului mobil. În timp ce câteva țări individuale au menținut rate ridicate de creștere, începând cu 2014 creșterea generală s-a încetinit semnificativ, în principal ca rezultat al scăderii prețurilor la materiile prime, lipsa continuă a industrializării și epidemiile de Ebola și COVID-19.

## Geologie, geografie, ecologie și mediu

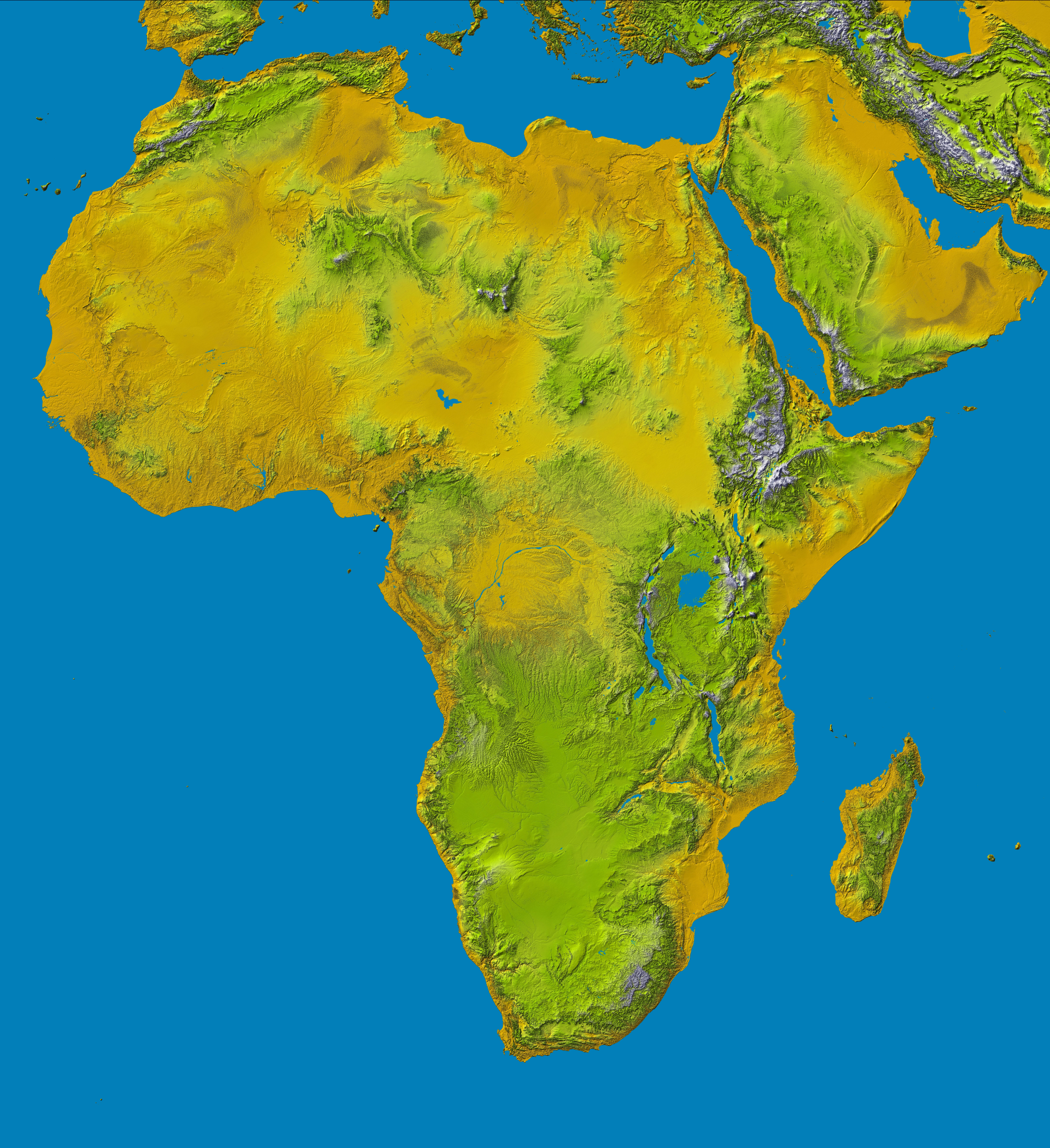
Topografia Africii

Africa este cea mai mare dintre cele trei mari proiecții spre sud ale celei mai mari mase de pământ de pe Pământ. Separată de Europa de Marea Mediterană, este legată de Asia la extremitatea sa nord-estică prin Istmul de la Suez, transectat de Canalul Suez, având o lățime de 163 km (101 mile). Din punct de vedere geopolitic, Peninsula Sinai a Egiptului, situată est de Canalul Suez, este adesea considerată parte a Africii.
Coasta are o lungime de 26.000 km (16.000 mile), iar absența adânciturilor adânci ale țărmului este ilustrată de faptul că Europa, care acoperă doar 10.400.000 km2 (4.000.000 mi2) – aproximativ o treime din suprafața Africii – are o coastă de 32.000 km (20.000 mile). De la punctul cel mai nordic, Ras ben Sakka în Tunisia (37°21' N), până la cel mai sudic punct, Cape Agulhas în Africa de Sud (34°51'15" S), distanța este de aproximativ 8.000 km (5.000 mile). Capul Verde, la 17°33'22" V, cel mai vestic punct, se află la o distanță de aproximativ 7.400 km (4.600 mile) față de Ras Hafun, la 51°27'52" E, cea mai estică proiecție care se învecinează cu Cape Guardafui, capul Cornului Africii.
Cel mai mare stat al Africii este Algeria, iar cel mai mic stat este Seychelles, un arhipelag situat în largul coastelor estice. Cea mai mică națiune de pe continent este Gambia.

### Placa tectonică Africa

Astăzi, placa africană se deplasează pe suprafața Pământului cu o viteză de 0,292° ± 0,007° pe milion de ani.

The African Plate, cunoscută și sub numele de Placa Nubiană, este o placă tectonică majoră care include mare parte din continentul Africa (cu excepția părții sale estice) și crusta oceanică adiacentă la vest și sud. Este delimitată de Placa Americană de Nord și Placa Americană de Sud la vest (separate de Rizoul Atlantic de Mijloc); de Placa Arabă și Placa Somali la est; de Placa Eurasiatică, Placa Mării Egee și Placa Anatoliană la nord; și de Placa Antarctică la sud.
Între acum 60 de milioane de ani și acum 10 milioane de ani, Placa Somali a început să se despartă de Placa Africană de-a lungul Riftului African de Est. Deoarece continentul Africa este compus din crustă provenită atât de la Placa Africană, cât și de la Placa Somali, unele surse de literatură se referă la Placa Africană ca fiind Placa Nubiană pentru a o distinge de continent ca întreg.

### Climat
Clima Africii variază de la tropical la subarctic în vârfurile sale cele mai înalte. Jumătatea sa nordică este predominant desertică sau aridă, în timp ce zonele centrale și sudice conțin atât câmpii de savană, cât și regiuni dense de junglă (pădure tropicală). Între acestea, există o zonă de convergență unde tiparele de vegetație, cum ar fi Sahelul și stepa, predomină. Africa este cel mai fierbinte continent de pe Pământ și 60% din întreaga suprafață terestră constă în terenuri uscate și deșerturi. Recordul pentru cea mai ridicată temperatură înregistrată vreodată, înregistrat în Libia în 1922 (58 °C), a fost invalidat în 2013.

### Schimbarea climei

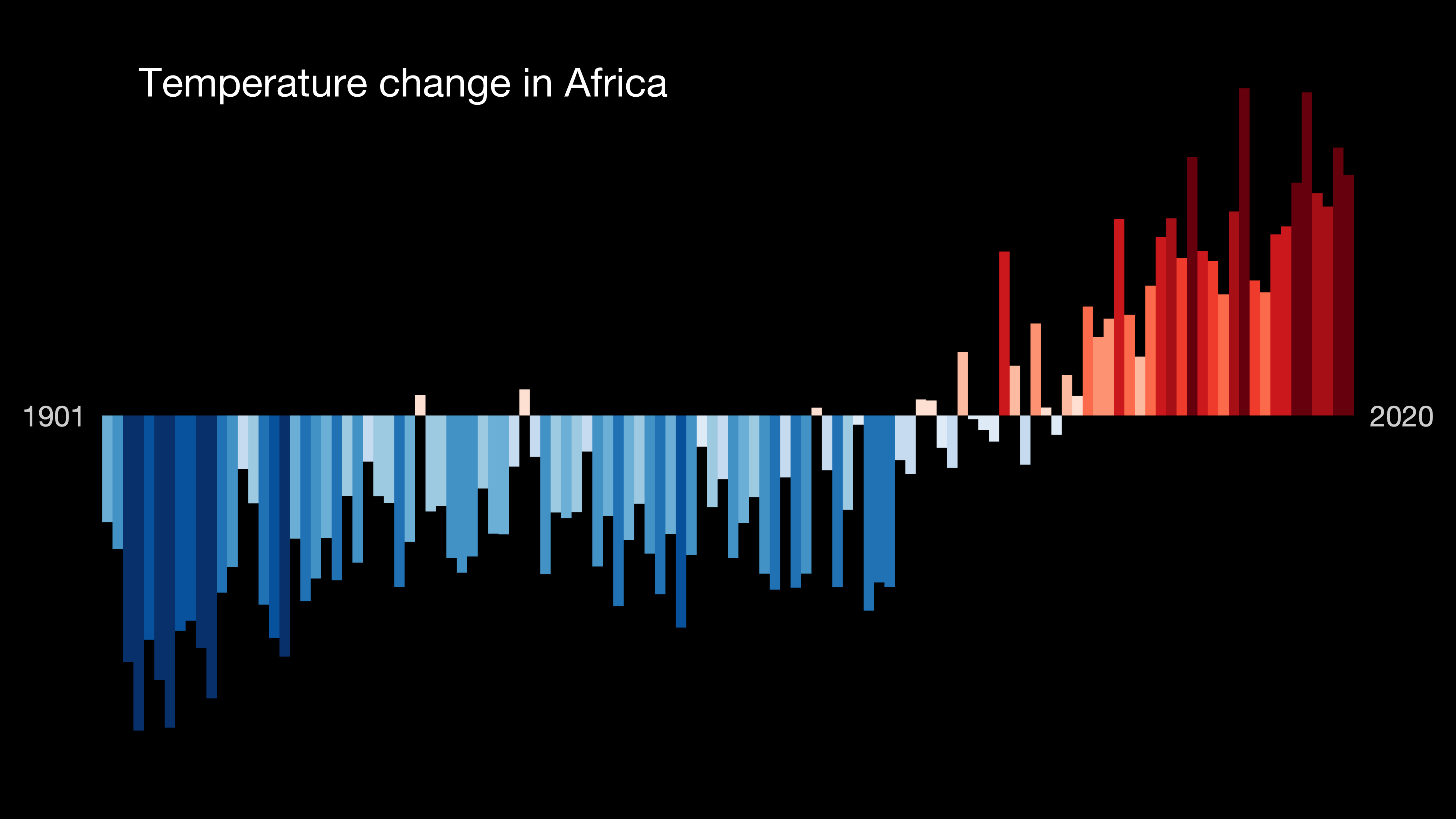
Grafic care arată schimbarea temperaturii în Africa între anul 1901 și 2021.

Schimbările climatice în Africa reprezintă o amenințare din ce în ce mai serioasă, deoarece Africa se numără printre cele mai vulnerabile continente la efectele schimbărilor climatice. Unele surse clasifică chiar Africa drept „cel mai vulnerabil continent de pe Pământ”. Schimbările climatice și variabilitatea climatică vor reduce probabil producția agricolă, securitatea alimentară și securitatea apei. Drept urmare, vor exista consecințe negative asupra vieților oamenilor și dezvoltării durabile în Africa.
În următoarele decenii, încălzirea cauzată de schimbările climatice este așteptată pe aproape toată suprafața Pământului, iar precipitațiile medii globale vor crește. În prezent, Africa se încălzește mai rapid decât media globală. Mari porțiuni ale continentului ar putea deveni nelocuibile ca urmare a efectelor rapide ale schimbărilor climatice, ceea ce ar avea efecte dezastruoase asupra sănătății umane, securității alimentare și sărăciei. Efectele regionale asupra precipitațiilor în tropice sunt așteptate să fie mult mai variabile din punct de vedere spațial. Direcția schimbării în orice locație anume este adesea mai puțin sigură.

### Ecologie și biodiversitate

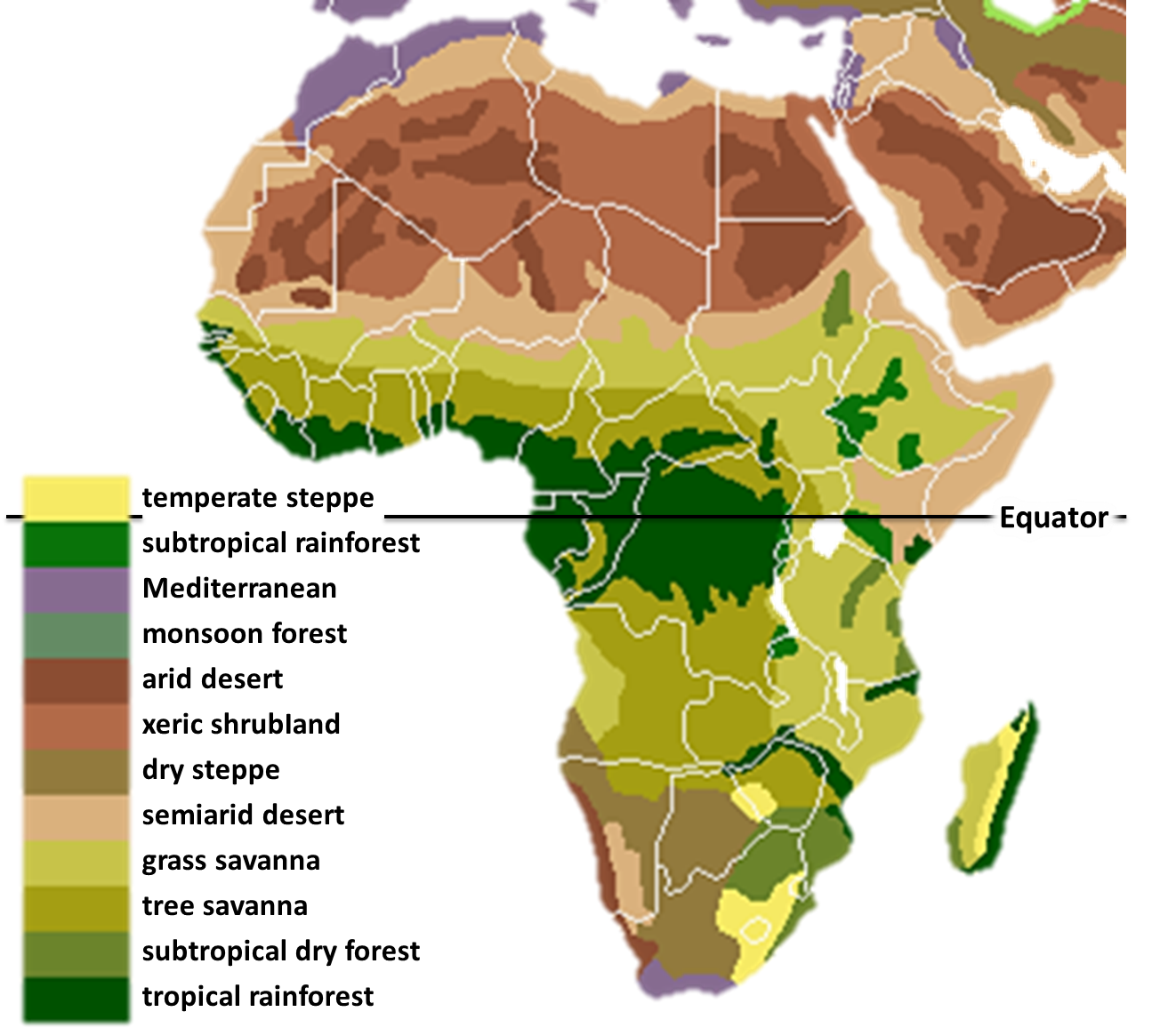
Principalii biomi din Africa.

Africa are peste 3.000 de zone protejate, cu 198 de arii marine protejate, 50 de rezervații ale biosferei și 80 de rezervații de zone umede. Distrugerea semnificativă a habitatelor, creșterea populației umane și braconajul reduc diversitatea biologică și terenurile arabile ale Africii. Invadarea teritoriilor naturale de către oameni, conflictele civile și introducerea speciilor neindigene amenință biodiversitatea în Africa. Această situație a fost agravată de probleme administrative, personal insuficient și probleme de finanțare.
Defrișarea afectează Africa într-un ritm de două ori mai rapid decât media mondială, conform Programului Națiunilor Unite pentru Mediu (UNEP). Potrivit Centrului de Studii Africane de la Universitatea din Pennsylvania, 31% din terenurile de pășunat și 19% din pădurile și zonele împădurite din Africa sunt clasificate ca degradate, iar Africa pierde peste patru milioane de hectare de pădure pe an, ceea ce este de două ori rata medie de defrișare a restului lumii. Unele surse afirmă că aproximativ 90% din pădurile virgine originale din Africa de Vest au fost distruse. Peste 90% din pădurile originale din Madagascar au fost distruse de la sosirea oamenilor acum 2000 de ani. Aproximativ 65% din terenurile agricole ale Africii suferă de degradare a solului.

### Faună

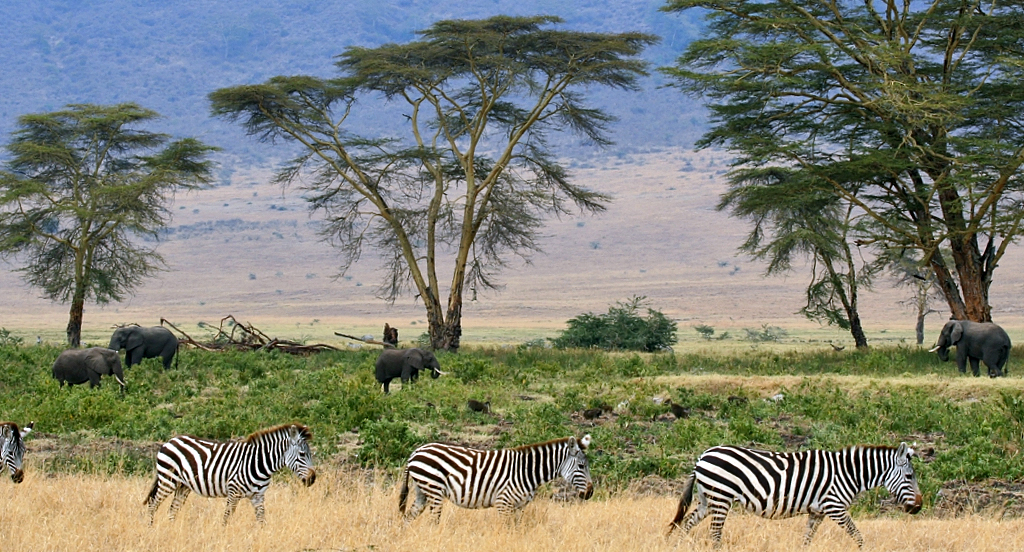
Savana din zona de conservare Ngorongoro, Tanzania.

Africa se mândrește poate cu cea mai mare combinație de densitate și „libertate de mișcare” a populațiilor sălbatice de animale și diversitate din lume, având populații sălbatice de mari carnivore (cum ar fi lei, hiene și gheparzi) și erbivore (cum ar fi bivoli, elefanți, cămile și girafe) care se deplasează liber pe câmpii deschise, în mare parte neprivatizate. Este, de asemenea, casă pentru o varietate de animale de junglă, inclusiv șerpi și primate, și viață acvatică, precum crocodili și amfibieni. În plus, Africa are cel mai mare număr de specii de megafaună, deoarece a fost cel mai puțin afectată de extincția megafaunei din Pleistocen.

### Probleme de mediu
Problemele de mediu din Africa sunt cauzate de impactul direct și indirect al activităților umane asupra mediului natural și afectează oamenii, precum și aproape toate formele de viață din Africa. Printre probleme se numără defrișarea, degradarea solului, poluarea aerului, poluarea apei, eroziunea costieră, poluarea cu deșeuri, schimbările climatice și lipsa de apă (ceea ce duce la dificultăți în accesul la apă potabilă și la sisteme de canalizare adecvate). Aceste probleme generează conflicte de mediu și sunt legate de luptele sociale mai ample pentru democrație și suveranitate. Lipsa tehnicilor de adaptare la schimbările climatice în Africa o face cel mai puțin rezistent continent la schimbările climatice.

## Infrastructură

### Resurse de apă
Dezvoltarea și gestionarea resurselor de apă sunt complexe în Africa din cauza multitudinii de resurse de apă transfrontaliere (râuri, lacuri și acvifere). Aproximativ 75% din Africa sub-sahariană se află în 53 de bazine hidrografice internaționale care traversează multiple frontiere. Această constrângere particulară poate fi, de asemenea, transformată într-o oportunitate dacă potențialul de cooperare transfrontalieră este valorificat în dezvoltarea resurselor de apă din zonă. De exemplu, o analiză multisectorială a râului Zambezi arată că cooperarea între țările riverane ar putea duce la o creștere de 23% a producției energetice constante, fără investiții suplimentare. Există o serie de cadre instituționale și juridice pentru cooperarea transfrontalieră, cum ar fi Autoritatea Râului Zambezi, Protocolul Comunității de Dezvoltare din Africa de Sud (SADC), Autoritatea Râului Volta și Comisia Bazinului Nilului. Cu toate acestea, sunt necesare eforturi suplimentare pentru a dezvolta voința politică, precum și capacitățile financiare și cadrele instituționale necesare pentru acțiuni cooperante multilaterale avantajoase pentru toate țările riverane și soluții optime pentru toți riveranii.

## Politică

### Uniunea Africană

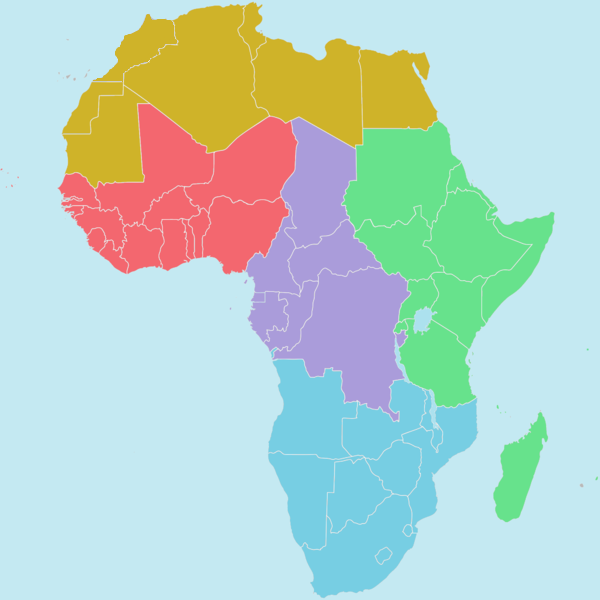
Regiunile Uniunii Africane.

Uniunea Africană (UA) este o uniune continentală formată din 55 de state membre. Uniunea a fost înființată cu sediul central la Addis Abeba, Etiopia, pe 26 iunie 2001. Uniunea a fost oficial constituită pe 9 iulie 2002, ca succesor al Organizației Unității Africane (OUA). În iulie 2004, Parlamentul Panafrican (PAP) al Uniunii Africane a fost mutat la Midrand, în Africa de Sud, dar Comisia Africană pentru Drepturile Omului și ale Popoarelor a rămas la Addis Abeba.
Uniunea Africană, care nu trebuie confundată cu Comisia UA, este formată în baza Actului Constitutiv al Uniunii Africane, care își propune să transforme Comunitatea Economică Africană, o comunitate federată, într-un stat conform convențiilor internaționale stabilite. Uniunea Africană are un guvern parlamentar, cunoscut sub numele de Guvernul Uniunii Africane, care constă din organe legislative, judiciare și executive. Este condusă de Președintele Uniunii Africane și Șeful de Stat, care este, de asemenea, Președintele Parlamentului Panafrican. O persoană devine Președintele UA prin alegerea în Parlamentul Panafrican și, ulterior, prin obținerea majorității de susținere în PAP. Puterile și autoritatea Președintelui Parlamentului African derivă din Actul Constitutiv și din Protocolul Parlamentului Panafrican, precum și din autoritatea prezidențială stipulată de tratatele africane și tratatele internaționale, inclusiv cele care subordonează Secretarul General al Secretariatului OUA (Comisia UA) PAP-ului. Guvernul UA este format din autorități de uniune, regionale, statale și municipale, precum și din sute de instituții care împreună gestionează afacerile zilnice ale instituției.
Abuzuri extinse ale drepturilor omului încă au loc în mai multe părți ale Africii, adesea sub supravegherea statului. Majoritatea acestor violări au loc din motive politice, deseori ca efect secundar al războiului civil. Țările în care au fost raportate recente încălcări majore ale drepturilor omului includ Republica Democrată Congo, Sierra Leone, Liberia, Sudan, Zimbabwe și Coasta de Fildeș.

### Conflicte de graniță
Națiunile africane au depus eforturi mari pentru a respecta granițele internaționale ca fiind inviolabile de mult timp. De exemplu, Organizația Unității Africane (OUA), care a fost înființată în 1963 și înlocuită de Uniunea Africană în 2002, a stabilit respectarea integrității teritoriale a fiecărei țări ca unul dintre principiile sale în Carta OUA. De fapt, comparativ cu formarea țărilor europene, în Africa au existat mai puține conflicte internaționale pentru schimbarea granițelor, ceea ce a influențat formarea țărilor acolo și a permis unor țări să supraviețuiască, care altfel ar fi putut fi învinse și absorbite de altele. Totuși, conflictele internaționale s-au manifestat prin sprijin pentru armate proxy sau mișcări rebele. Multe state au experimentat războaie civile, inclusiv Rwanda, Sudan, Angola, Sierra Leone, Congo, Liberia, Etiopia și Somalia.

## Economie

Harta Comunității Economice Africane.

Deși dispune de resurse naturale abundente, Africa rămâne cel mai sărac și cel mai puțin dezvoltat continent din lume (cu excepția Antarcticii), din cauza unei varietăți de cauze, care pot include guverne corupte care au comis adesea grave încălcări ale drepturilor omului, planificare centrală eșuată, niveluri ridicate de analfabetism, stima de sine scăzută, lipsa accesului la capital străin, moștenirile colonialismului, comerțul cu sclavi și Războiul Rece, și conflicte tribale și militare frecvente (de la război de gherilă la genocid). PIB-ul său nominal total rămâne în urma celui al Statele Unite ale Americii, Chinei, Japoniei, Germaniei, Regatului Unit, Indiei și Franței. Conform Raportului de Dezvoltare Umană al Națiunilor Unite din 2003, ultimele 24 de națiuni clasate (de la locul 151 la 175) erau toate din Africa.
Sărăcia, analfabetismul, malnutriția și accesul inadecvat la apă potabilă și canalizare, precum și sănătatea precară, afectează o mare parte din populația care locuiește pe continentul african. În luna august a anului 2008, Banca Mondială a anunțat estimări revizuite ale sărăciei globale, bazate pe o nouă linie internațională de sărăcie de 1,25 USD pe zi (față de măsura anterioară de 1,00 USD). Optzeci și unu la sută din populația Africii sub-sahariene trăia cu mai puțin de 2,50 USD (PPC) pe zi în 2005, comparativ cu 86% pentru India.
Africa sub-sahariană este regiunea cea mai puțin reușită din lume în reducerea sărăciei (1,25 USD pe zi); aproximativ 50% din populație trăia în sărăcie în 1981 (200 milioane de oameni), o cifră care a crescut la 58% în anul 1996 înainte de a scădea la 50% în 2005 (380 milioane de oameni). Se estimează că o persoană săracă din Africa sub-sahariană trăiește în medie cu doar 70 de cenți pe zi și era mai săracă în 2003 decât în 1973, indicând o creștere a sărăciei în unele zone. O parte din această situație este atribuită programelor nereușite de liberalizare economică inițiate de companii și guverne străine, dar alte studii au citat mai degrabă politici guvernamentale interne greșite decât factori externi.
Africa este acum în pericol de a se îndatora din nou, în special în țările din Africa sub-sahariană. Ultima criză a datoriilor din 2005 a fost rezolvată cu ajutorul schemei pentru țările sărace foarte îndatorate (HIPC). HIPC a avut efecte pozitive și negative asupra economiei din Africa. Aproximativ zece ani după ce criza datoriilor din Africa sub-sahariană a fost rezolvată, Zambia a căzut din nou în datorii. Un mic motiv a fost scăderea prețurilor la cupru în 2011, dar motivul principal a fost că o mare parte din banii împrumutați de Zambia au fost risipiți sau însușiți de elite.
Între 1995 și 2005, rata de creștere economică a Africii a crescut, atingând în medie 5% în anul 2005. Unele țări au înregistrat rate de creștere și mai mari, în special Angola, Sudan și Guineea Ecuatorială, toate acestea începând recent să-și extragă rezervele de petrol sau să-și extindă capacitatea de extracție a petrolului.
Într-o analiză recent publicată, bazată pe datele World Values Survey, politologul austriac Arno Tausch a susținut că mai multe țări africane, în special Ghana, performează destul de bine pe scările de susținere masivă pentru democrație și economia de piață. Tabelul următor prezintă proiecțiile pentru anul 2024 în termeni de nivel maxim al PIB-ului (nominal) și (Paritatea Puterii de Cumpărare) de către FMI și Banca Mondială.
| Rang | Țară          | PIB (nominal, anul de vârf) milioane de USD | Anul de vârf |
| ---- | ------------- | ------------------------------------------- | ------------ |
| —    | African Union | 2,980,015                                   | 2022         |
| 1    | Nigeria       | 574,184                                     | 2014         |
| 2    | Egypt         | 476,748                                     | 2022         |
| 3    | South Africa  | 458,708                                     | 2011         |
| 4    | Algeria       | 266,780                                     | 2024         |
| 5    | Ethiopia      | 205,130                                     | 2024         |
| 6    | Morocco       | 152,377                                     | 2024         |
| 7    | Angola        | 145,712                                     | 2014         |
| 8    | Kenya         | 113,701                                     | 2022         |
| 9    | Libya         | 92,542                                      | 2012         |
| 10   | Côte d'Ivoire | 86,911                                      | 2024         |

Compararea valorilor globale realizată de Tausch pe baza World Values Survey  a    derivat următoarele scale analitice de factori: 1. Societatea non-violentă și respectuoasă față de lege, 2. Mișcarea pentru democrație, 3. Climatul de non-violență personală, 4. Încrederea în instituții, 5. Fericirea, sănătatea bună, 6. Absența fundamentalismului religios redistributiv, 7. Acceptarea pieței, 8. Feminismul, 9. Implicarea în politică, 10. Optimismul și angajamentul, 11. Absența mentalității de bunăstare, acceptarea eticii calviniste a muncii.
Diferențele în performanța țărilor africane cu date complete, a concluzionat Tausch, „sunt cu adevărat uimitoare”. În timp ce ar trebui să fim deosebit de optimiști cu privire la dezvoltarea democrației viitoare și a economiei de piață în Ghana, articolul sugerează tendințe pesimiste pentru Egipt și Algeria, și în special pentru economia principală a Africii, Africa de Sud. Inegalitatea umană ridicată, măsurată de Indexul de Inegalitate Umană al Raportului de Dezvoltare Umană al PNUD, împiedică și mai mult dezvoltarea securității umane. Tausch susține, de asemenea, că un anumit optimism recent, corespunzător datelor economice și de drepturile omului, care apare din Africa, este reflectat în dezvoltarea unei societăți civile.
Se crede că continentul deține 90% din cobaltul mondial, 90% din platina mondială, 50% din aurul mondial, 98% din cromul mondial, 70% din tantalită, 64% din manganul mondial și o treime din uraniul mondial. Republica Democratică Congo (RDC) are 70% din coltanul mondial, un mineral utilizat în producția de condensatori de tantal pentru dispozitive electronice, cum ar fi telefoanele mobile. RDC deține, de asemenea, mai mult de 30% din rezervele mondiale de diamante. Guineea este cel mai mare exportator mondial de bauxită. Deoarece creșterea economică în Africa a fost determinată în principal de servicii și nu de industrie sau agricultură, aceasta a fost o creștere fără locuri de muncă și fără reducerea nivelurilor de sărăcie. De fapt, criza de securitate alimentară din 2008, care a avut loc în urma crizei financiare globale, a împins 100 de milioane de oameni în insecuritate alimentară.
În ultimii ani, China a construit legături tot mai puternice cu națiunile africane și este cel mai mare partener comercial al Africii. În 2007, companiile chineze au investit un total de 1 miliard USD în Africa.
Un studiu al Universității Harvard, condus de profesorul Calestous Juma, a arătat că Africa ar putea să se hrănească singură făcând tranziția de la importator la autosuficiență. "Agricultura africană este la o răscruce; am ajuns la sfârșitul unui secol de politici care au favorizat exportul de materii prime și importul de alimente în Africa. Africa începe să se concentreze pe inovația agricolă ca nou motor pentru comerțul regional și prosperitate."

## Demografie
Proporția totală a populației africane pe țară
     Nigeria (15,38%)
     Ethiopia (8,37%)
     Egypt (7,65%)
     Republica democrată Congo (6,57%)
     Tanzania (4,55%)
     South Africa (4,47%)
     Kenya (3,88%)
     Uganda (3,38%)
     Algeria (3,36%)
     Da (42,39%)
Populația Africii a crescut rapid în ultimii 40 de ani și, în consecință, este relativ tânără. În unele state africane, mai mult de jumătate din populație are sub 25 de ani. Numărul total de oameni din Africa a crescut de la 229 de milioane în 1950 la 630 de milioane în 1990. În 2021, populația Africii este estimată la 1,4 miliarde. Creșterea populației totale a Africii, depășind alte continente, este relativ recentă; populația africană a depășit Europa în anii 1990, în timp ce America a fost depășită undeva în jurul anului 2000. Această creștere a numărului de copii născuți în Africa, comparativ cu restul lumii, este de așteptat să ajungă la aproximativ 37% în anul 2050; în timp ce în 1990, Africa sub-sahariană reprezenta doar 16% din nașterile mondiale.
Rata totală de fertilitate (copii per femeie) pentru Africa sub-sahariană este de 4,7 în 2018, cea mai mare din lume. Toate țările din Africa sub-sahariană aveau în 2019 rate de fertilitate (numărul mediu de copii) peste nivelul de înlocuire și reprezentau 27,1% din nașterile globale. În 2021, Africa sub-sahariană a reprezentat 29% din nașterile globale.
Vorbitorii de limbi bantu (parte a familiei Niger-Congo) sunt majoritari în sudul, centrul și sud-estul Africii. Popoarele vorbitoare de limbi bantu din Sahel s-au extins progresiv pe cea mai mare parte a Africii sub-sahariene. Există, de asemenea, mai multe grupuri nilotice în Sudanul de Sud și Africa de Est, populația mixtă Swahili pe coasta Swahili și câteva grupuri indigene Khoisan („San” sau „Bushmen”) și Pygmy în Africa de Sud și Centrală, respectiv. Africanii vorbitori de limbi bantu predomină, de asemenea, în Gabon și Guineea Ecuatorială și se găsesc în părți din sudul Camerunului. În deșertul Kalahari din Africa de Sud, oamenii distinctivi cunoscuți sub numele de Bushmen (de asemenea „San”, strâns înrudiți, dar distincti de „Hottentots”) sunt prezenți de mult timp. San sunt fizic distincti de alți africani și sunt indigenii Africii de Sud. Pigmeii sunt popoarele indigene pre-bantu din Africa Centrală.
Popoarele din Africa de Vest vorbesc în principal limbi Niger-Congo, aparținând în mare parte ramurilor non-bantu, deși se găsesc și unele grupuri vorbitoare de limbi nilo-sahariene și afro-asiatice. Grupurile etnice Yoruba, Igbo, Fulani, Akan și Wolof, vorbitoare de limbi Niger-Congo, sunt cele mai mari și mai influente. În Sahara centrală, grupurile Mandinka sau Mande sunt cele mai semnificative. Grupurile vorbitoare de limbi chadice, inclusiv Hausa, se găsesc în părțile mai nordice ale regiunii, cele mai apropiate de Sahara, iar comunitățile nilo-sahariene, precum Songhai, Kanuri și Zarma, se găsesc în părțile estice ale Africii de Vest, la granița cu Africa Centrală.
| Harta Africii indicând indicele dezvoltării umane (2018).                                                                            |                                                     |
| \| 0.800–0.849 0.750–0.799 0.700–0.749 0.650–0.699 0.600–0.649 0.550–0.599 \| 0.500–0.549 0.450–0.499 0.400–0.449 ≤ 0.399 No data \| |                                                     |
| 0.800–0.849 0.750–0.799 0.700–0.749 0.650–0.699 0.600–0.649 0.550–0.599                                                              | 0.500–0.549 0.450–0.499 0.400–0.449 ≤ 0.399 No data |

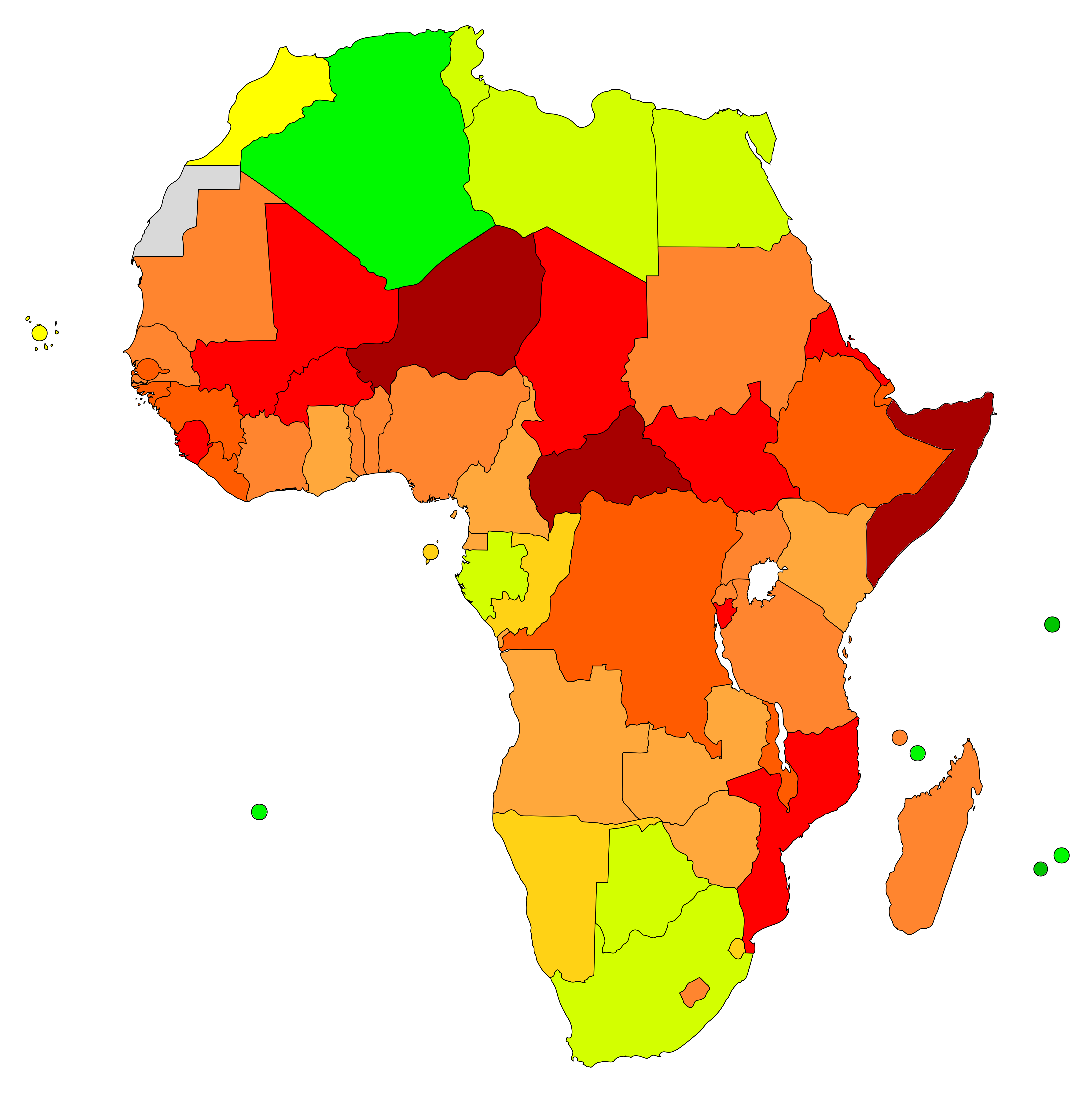

Popoarele din Africa de Nord constau din trei grupuri indigene principale: berberii în nord-vest, egiptenii în nord-est și popoarele vorbitoare de limbi nilo-sahariene în est. Arabii, care au sosit în secolul al VII-lea d.Hr., au introdus limba arabă și islamul în Africa de Nord. Fenicienii semitici (care au fondat Cartagina) și hyksos, alanzii indo-iranieni, grecii, romanii și vandalicii indo-europeni s-au stabilit de asemenea în Africa de Nord. Comunități semnificative de berberi rămân în Maroc și Algeria în secolul XXI, iar într-o măsură mai mică, vorbitori de limbi berbere sunt prezenți și în unele regiuni din Tunisia și Libia. Tuaregii vorbitori de limbi berbere și alte popoare adesea nomade sunt locuitorii principali ai interiorului saharian al Africii de Nord. În Mauritania, există o mică, dar aproape extinctă comunitate berberă în nord și popoare vorbitoare de limbi Niger-Congo în sud, deși în ambele regiuni predomină cultura arabă și limba arabă. În Sudan, deși predomină limba arabă și cultura arabă, este locuit în mare parte de grupuri care inițial vorbeau limbi nilo-sahariene, cum ar fi nubienii, fur, masalit și zaghawa, care, de-a lungul secolelor, s-au amestecat variat cu migranți din Peninsula Arabă. Comunități mici de nomazi beja vorbitori de limbi afro-asiatice pot fi găsite și în Egipt și Sudan.
În Cornul Africii, unele grupuri etiopiene și eritree (cum ar fi amharicii și tigraienii, cunoscuți colectiv sub numele de habesha) vorbesc limbi din ramura semitică a familiei de limbi afro-asiatice, în timp ce oromii și somalezii vorbesc limbi din ramura cusitică a afro-asiaticelor.
Înainte de mișcările de decolonizare din era postbelică, europenii erau reprezentați în fiecare parte a Africii. Decolonizarea din anii 1960 și 1970 a rezultat adesea în emigrarea în masă a coloniștilor albi, în special din Algeria și Maroc (1,6 milioane de pieds-noirs în Africa de Nord), Kenya, Congo, Rhodesia, Mozambic și Angola. Între anii 1975 și 1977, peste un milion de coloniști s-au întors doar în Portugalia. Cu toate acestea, africanii albi rămân o minoritate importantă în multe state africane, în special în Zimbabwe, Namibia, Réunion și Africa de Sud. Țara cu cea mai mare populație de africani albi este Africa de Sud. Diasporele olandeze și britanice reprezintă astăzi cele mai mari comunități de origine europeană de pe continent.
Colonizarea europeană a adus, de asemenea, grupuri mari de asiatici, în special din subcontinentul indian, în coloniile britanice. Comunități mari de indieni se găsesc în Africa de Sud, iar comunități mai mici sunt prezente în Kenya, Tanzania și în alte câteva țări din sudul și sud-estul Africii. Marea comunitate indiană din Uganda a fost expulzată de dictatorul Idi Amin în anul 1972, deși mulți s-au întors de atunci. Insulele din Oceanul Indian sunt, de asemenea, populate în principal de oameni de origine asiatică, adesea amestecați cu africani și europeni. Poporul malgaș din Madagascar este un popor austronesian, dar cei de pe coastă sunt în general amestecați cu origini bantu, arabe, indiene și europene. Strămoșii malaiezi și indieni sunt, de asemenea, componente importante în grupul de oameni cunoscut în Africa de Sud sub numele de Cape Coloureds (oameni cu origini din două sau mai multe rase și continente). În timpul secolului XX, comunități mici, dar economic importante, de libanezi și chinezi s-au dezvoltat, respectiv, în marile orașe de coastă din vestul și estul Africii.

### Estimări alternative ale populației africane, 1–2018 d.Hr. (în mii)
| An      | 1       | 1000    | 1500    | 1600    | 1700    | 1820      | 1870      | 1913      | 1950      | 1973      | 1998      | 2018      | 2100 (proiectat) |
| ------- | ------- | ------- | ------- | ------- | ------- | --------- | --------- | --------- | --------- | --------- | --------- | --------- | ---------------- |
| Africa  | 16 500  | 33 000  | 46 000  | 55 000  | 61 000  | 74 208    | 90 466    | 124 697   | 228 342   | 387 645   | 759 954   | 1 321 000 | 3 924 421        |
| În lume | 230 820 | 268 273 | 437 818 | 555 828 | 603 410 | 1 041 092 | 1 270 014 | 1 791 020 | 2 524 531 | 3 913 482 | 5 907 680 | 7 500 000 | 10 349 323       |

### Ponderea Africii și a populației mondiale, 1–2020 d.Hr. (% din totalul mondial)
| An     | 1   | 1000 | 1500 | 1600 | 1700 | 1820 | 1870 | 1913 | 1950 | 1973 | 1998 | 2020 | 2100 (proiectat) |
| ------ | --- | ---- | ---- | ---- | ---- | ---- | ---- | ---- | ---- | ---- | ---- | ---- | ---------------- |
| Africa | 7.1 | 12.3 | 10.5 | 9.9  | 10.1 | 7.1  | 7.1  | 7.0  | 9.0  | 9.9  | 12.9 | 18.2 | 39.4             |

### Religie

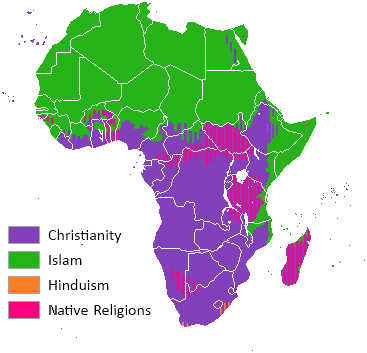
Hartă care arată distribuția religioasă în Africa.

Deși africanii mărturisesc o mare varietate de credințe religioase, majoritatea oamenilor respectă religiile africane sau părți ale acestora. Cu toate acestea, în sondajele formale sau în recensăminte, cei mai mulți oameni se vor identifica cu marile religii care au venit din afara continentului, în principal prin colonizare. Există mai multe motive pentru acest lucru, principalul fiind ideea colonială că credințele și practicile religioase africane nu sunt suficient de bune. Credințele religioase și statisticile privind afilierea religioasă sunt dificil de obținut, deoarece sunt adesea un subiect sensibil pentru guvernele cu populații religioase mixte. Conform Enciclopediei World Book, islamul și creștinismul sunt cele două mari religii din Africa. Islamul este cel mai prevalent în Africa de Nord și este religia de stat în multe țări nord-africane, cum ar fi Algeria, unde 99% din populație practică islamul. Majoritatea oamenilor în majoritatea guvernelor din Africa de Sud, Sud-Est și Centrală, precum și într-o mare parte a Cornului Africii și Africa de Vest, se identifică ca fiind creștini. Creștinii copți constituie o minoritate semnificativă în Egipt, iar Biserica Ortodoxă Etiopiană este cea mai mare biserică din Etiopia, cu 36 de milioane și 51 de milioane de adepți. Conform Encyclopædia Britannica, 45% din populație sunt creștini, 40% sunt musulmani și 10% urmează religii tradiționale. Un număr mic de africani sunt hinduși, budiști, confucianiști, baháʼí sau evrei. Există, de asemenea, o minoritate de oameni în Africa care sunt ireligioși.

### Limbi

O viziune simplistă asupra familiilor de limbi vorbite în Africa.

Conform majorității estimărilor, în Africa se vorbesc bine peste o mie de limbi (UNESCO a estimat în jur de două mii). Majoritatea sunt de origine africană, deși unele sunt de origine europeană sau asiatică. Africa este continentul cel mai multilingv din lume și nu este rar ca indivizii să vorbească fluent nu doar multiple limbi africane, ci și una sau mai multe limbi europene. Există patru grupuri majore indigene în Africa:
- Limbile afroasiatice reprezintă o familie de aproximativ 240 de limbi, vorbite de 285 de milioane de oameni, răspândite în toată regiunea Cornului Africii, Africa de Nord, Sahel și Asia de Sud-Vest.[157]
- Limbile nilo-sahariene constau într-un grup de câteva familii posibil înrudite, vorbite de 30 de milioane de oameni prin intermediul a 100 de limbi. Limbile nilo-sahariene sunt vorbite de grupuri etnice din Ciad, Etiopia, Kenya, Nigeria, Sudan, Sudanul de Sud, Uganda și nordul Tanzaniei.
- Familia de limbi Niger-Congo acoperă o mare parte din Africa sub-sahariană. În termeni de număr de limbi, este cea mai mare familie de limbi din Africa și, poate, una dintre cele mai mari din lume.[158]
- Limbile khoisan formează un grup de trei familii fără legătură între ele și două limbi izolate, numărând în total aproximativ cincizeci. Acestea sunt vorbite în principal în Africa de Sud de aproximativ 400.000 de persoane. Multe dintre limbile khoisan sunt pe cale de dispariție. Popoarele Khoi și San sunt considerate locuitorii originali ai acestei părți a Africii.[159]

### Sănătate
| peste 15% 5–15% 2–5% 1–2% 0.5-1% 0.1–0.5% nu este disponibil |

Prevalența HIV/SIDA în Africa, total (% din populația cu vârsta cuprinsă între 15 și 49 de ani), în 2011 (Banca Mondială)

Mai mult de 85% dintre indivizii din Africa folosesc medicina tradițională ca alternativă la îngrijirea medicală alopată, adesea costisitoare, și la produsele farmaceutice scumpe. Șefii de Stat și Guvern ai Organizației Unității Africane (OAU) au declarat deceniul 2000 ca fiind Deceniul African pentru medicina tradițională africană, într-un efort de a promova rezoluția adoptată de Regiunea Africană a OMS pentru instituționalizarea medicinei tradiționale în sistemele de sănătate de pe întregul continent. Factorii de decizie publică din regiune se confruntă cu provocarea de a lua în considerare importanța sistemelor de sănătate tradiționale/indigene și dacă coexistența acestora cu sub-sectorul medical și de sănătate modern ar îmbunătăți echitatea și accesibilitatea distribuției îngrijirii medicale, starea de sănătate a populațiilor și dezvoltarea socio-economică a națiunilor din Africa sub-sahariană.
SIDA în Africa post-colonială este o problemă prevalentă. Deși continentul găzduiește aproximativ 15,2% din populația mondială, mai mult de două treimi din totalul persoanelor infectate la nivel mondial – aproximativ 35 de milioane de oameni – erau africani, dintre care 15 milioane au murit deja. Africa sub-sahariană singură reprezenta aproximativ 69% din toate persoanele care trăiesc cu HIV și 70% din toate decesele cauzate de SIDA în anul 2011. În țările din Africa sub-sahariană cel mai afectate, SIDA a crescut ratele mortalității și a scăzut speranța de viață în rândul adulților cu vârste între 20 și 49 de ani cu aproximativ douăzeci de ani. Mai mult, speranța de viață în multe părți ale Africii a scăzut, în mare parte ca rezultat al epidemiei de HIV/SIDA, ajungând în unele țări la doar treizeci și patru de ani.

## Cultură

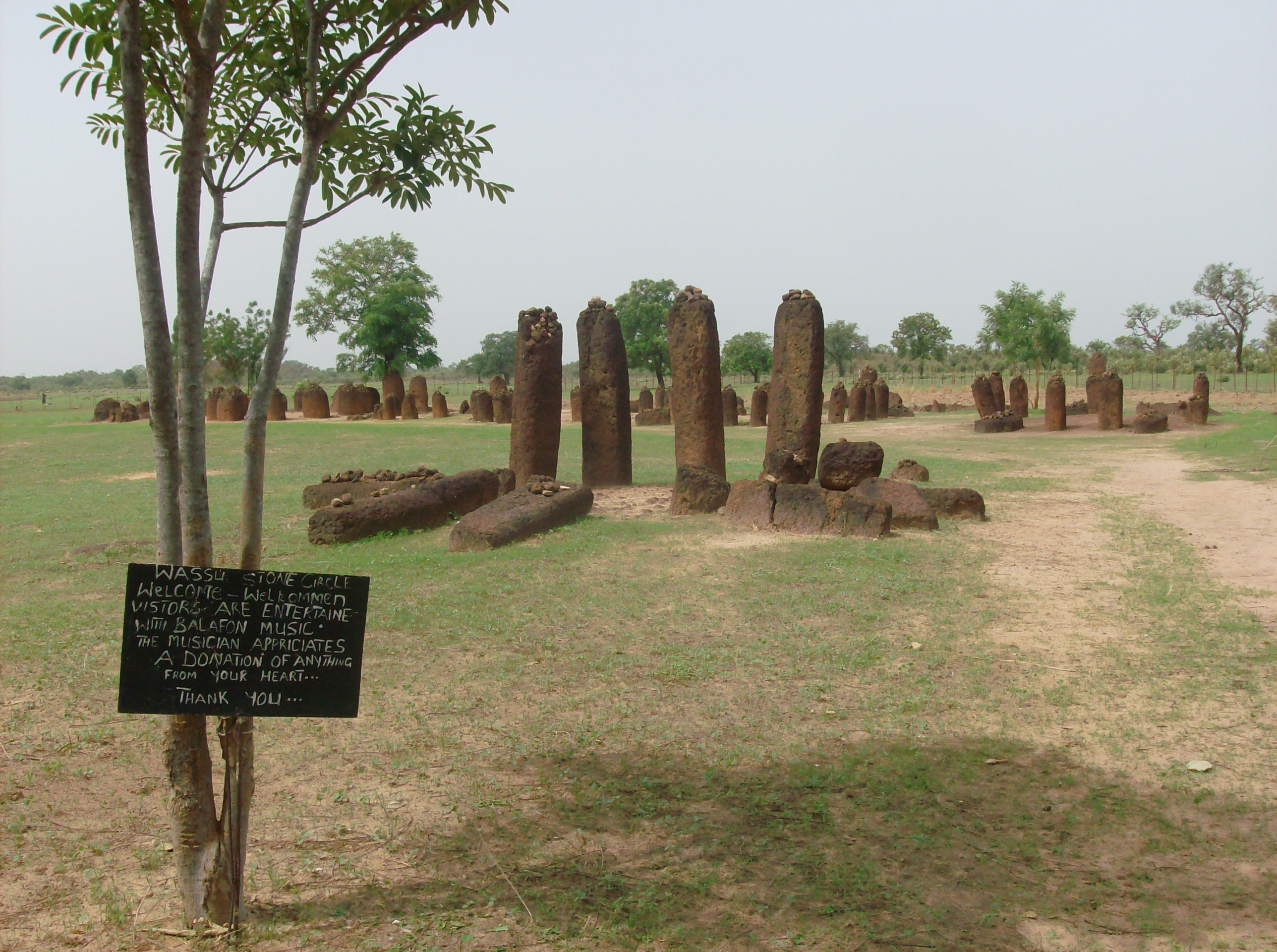
Cercurile de piatră din Senegambia, situate în Gambia și Senegal, sunt incluse în Patrimoniul Mondial UNESCO.

Unele aspecte ale culturilor tradiționale africane au devenit mai puțin practicate în ultimii ani ca rezultat al neglijenței și reprimării de către regimurile coloniale și post-coloniale. De exemplu, obiceiurile africane erau descurajate, iar limbile africane erau interzise în școlile misionare. Leopold al II-lea al Belgiei a încercat să "civilizeze" africanii descurajând poligamia și vrăjitoria.
Obidoh Freeborn susține că colonialismul este un element care a creat caracterul artei africane moderne. Potrivit autorilor Douglas Fraser și Herbert M. Cole, "schimbările precipitate în structura de putere aduse de colonialism au fost urmate rapid de modificări drastice iconografice în artă." Fraser și Cole afirmă că, în Igboland, unele obiecte de artă "lipsesc de vigoarea și măiestria atentă a obiectelor de artă anterioare care serveau funcții tradiționale." Autorul Chika Okeke-Agulu afirmă că "infrastructura rasistă a întreprinderii imperiale britanice a forțat gardienii politici și culturali ai imperiului să nege și să reprime o Africă suverană emergentă și arta modernistă." Editorii F. Abiola Irele și Simon Gikandi comentează că identitatea actuală a literaturii africane și-a avut originea în "întâlnirea traumatică între Africa și Europa." Pe de altă parte, Mhoze Chikowero crede că africanii au folosit muzica, dansul, spiritualitatea și alte culturi performative pentru a se (re)afirma ca agenți activi și intelectuali indigeni, pentru a desface marginalizarea colonială și a-și remodela propriile destine.
Există acum o renaștere a încercărilor de a redescoperi și revalua culturile tradiționale africane, sub astfel de mișcări precum Renașterea Africană, condusă de Thabo Mbeki, Afrocentrismul, condus de un grup de savanți, inclusiv Molefi Asante, precum și creșterea recunoașterii spiritualismului tradițional prin decriminalizarea Voodoo și a altor forme de spiritualitate.
Începând cu luna martie a anului 2023, 98 de proprietăți africane sunt listate de UNESCO ca Situri ale Patrimoniului Mondial. Dintre aceste proprietăți, 54 sunt situri culturale, 39 sunt situri naturale și 5 sunt situri mixte. Lista Patrimoniului Mondial în Pericol include 15 situri africane.

### Artă vizuală

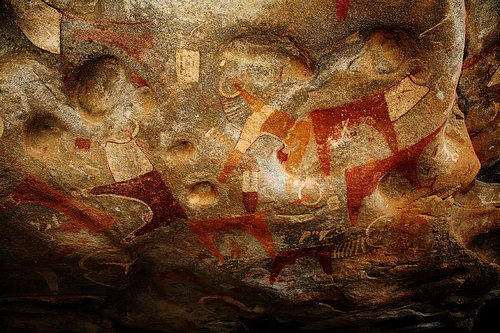
Artă rupestră la complexul Laas Geel din Somalia, 3.500–2.500 î.Hr.

Arta africană descrie picturile, sculpturile, instalațiile și alte forme de cultură vizuală moderne și istorice, realizate de africanii nativi sau indigeni de pe continentul african. Definiția poate include și arta diasporelor africane, cum ar fi: afro-americanii, caraibienii sau arta în societățile sud-americane inspirate de tradițiile africane. În ciuda acestei diversități, există teme artistice unificatoare când luăm în considerare totalitatea culturii vizuale de pe continentul african.

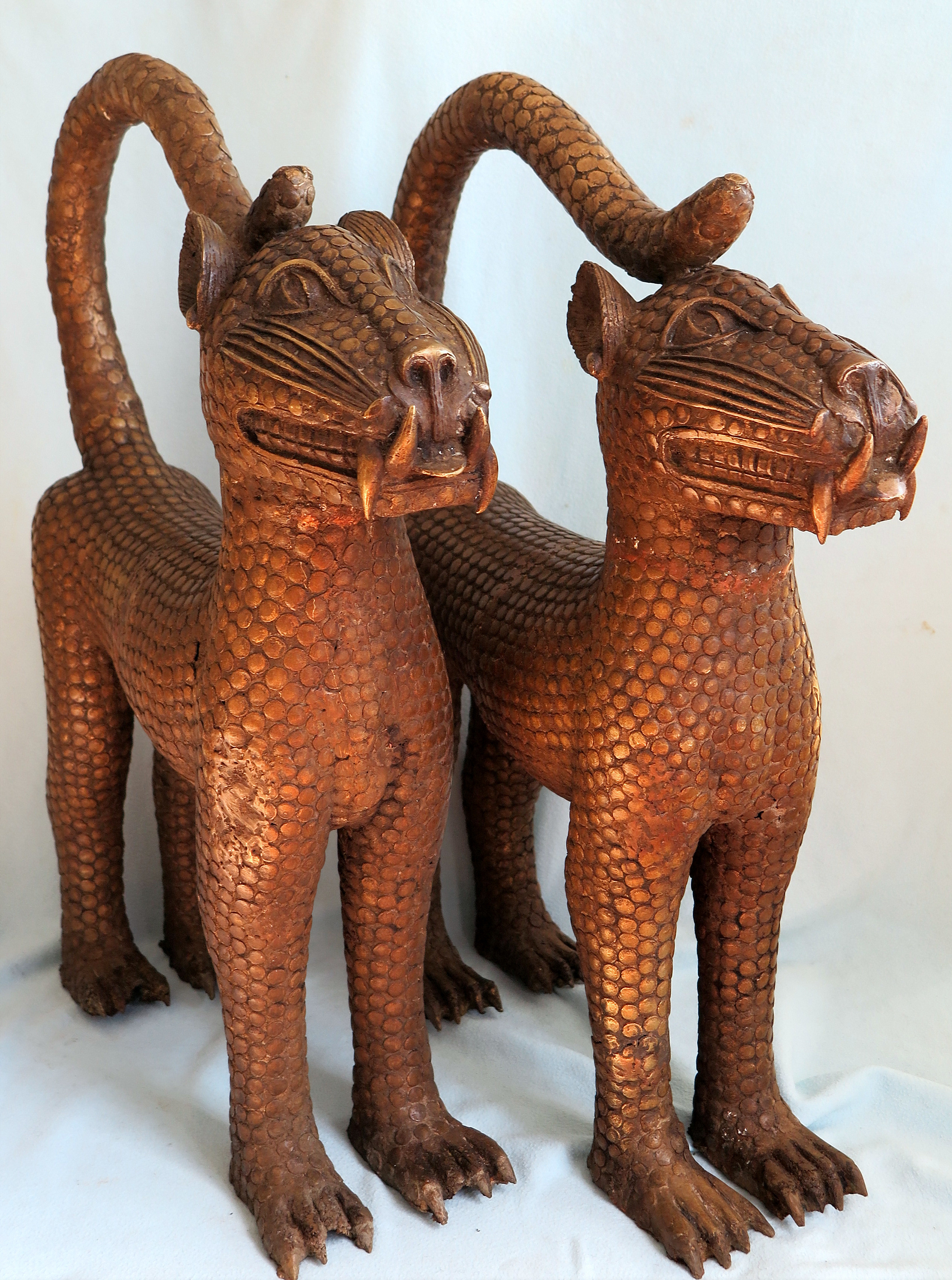
Două bronzuri din Benin din secolul al XVIII-lea.

Olăritul, prelucrarea metalelor, sculptura, arhitectura, arta textilă și arta fibrelor sunt forme importante de artă vizuală în întreaga Africă și pot fi incluse în studiul artei africane. Termenul „artă africană” nu include, de obicei, arta din zonele nord-africane de-a lungul coastei mediteraneene, deoarece aceste zone au făcut parte de mult timp din tradiții diferite. De mai bine de un mileniu, arta acestor zone a făcut parte din arta berberă sau islamică, deși cu multe caracteristici locale particulare.
Arta etiopiană, cu o lungă tradiție creștină, este, de asemenea, diferită de cea a majorității Africii, unde religia tradițională africană (cu islamul în nord) a fost dominantă până în secolul al XX-lea. Arta africană include arta preistorică și antică, arta islamică din Africa de Vest, arta creștină din Africa de Est și artefactele tradiționale din aceste și alte regiuni. Multe sculpturi africane au fost realizate istoric din lemn și alte materiale naturale care nu au supraviețuit mai mult de câteva secole, deși se pot găsi figuri mai vechi din ceramică și metal în unele zone. Unele dintre cele mai vechi obiecte decorative, cum ar fi mărgelele de scoici și dovezile de vopsea, au fost descoperite în Africa, datând din Epoca de mijloc a pietrei. Măștile sunt elemente importante în arta multor popoare, împreună cu figurile umane, și sunt adesea extrem de stilizate. Există o mare varietate de stiluri, variind adesea în același context de origine și în funcție de utilizarea obiectului, dar tendințele regionale largi sunt evidente; sculptura este cea mai comună printre „grupurile de cultivatori stabiliți în zonele drenate de râurile Niger și Congo” din Africa de Vest. Imaginile directe ale zeilor sunt relativ rare, dar măștile în special sunt sau au fost adesea realizate pentru ceremonii rituale. De la sfârșitul secolului al XIX-lea, a existat o cantitate tot mai mare de artă africană în colecțiile occidentale, cele mai valoroase piese fiind expuse ca parte a istoriei colonizării.
Arta africană a avut o influență importantă asupra artei moderniste europene, care a fost inspirată de interesul lor pentru reprezentarea abstractă. Această apreciere a sculpturii africane a fost atribuită chiar conceptului de „artă africană”, așa cum este văzută de artiștii și istoricii de artă europeni și americani.
Culturile din Africa de Vest au dezvoltat turnarea bronzului pentru reliefuri, cum ar fi faimoasele Bronzuri din Benin, pentru a decora palate și pentru capete regale extrem de naturaliste din jurul orașului Bini, Benin City, statul Edo, precum și din teracotă sau metal, din secolele XII–XIV. Greutățile de aur Akan sunt o formă de mici sculpturi metalice produse în perioada 1400–1900; unele reprezintă proverbe, contribuind cu un element narativ rar în sculptura africană; și regalia regală includea elemente sculptate din aur. Multe figuri din Africa de Vest sunt utilizate în ritualuri religioase și sunt adesea acoperite cu materiale plasate pe ele pentru ofrande ceremoniale. Popoarele vorbitoare de limba Mande din aceeași regiune fac piese din lemn cu suprafețe largi și plate și brațe și picioare modelate ca cilindri. În Africa Centrală, totuși, principalele caracteristici distinctive includ fețele în formă de inimă care sunt curbate spre interior și afișează modele de cercuri și puncte.

### Arhitectură

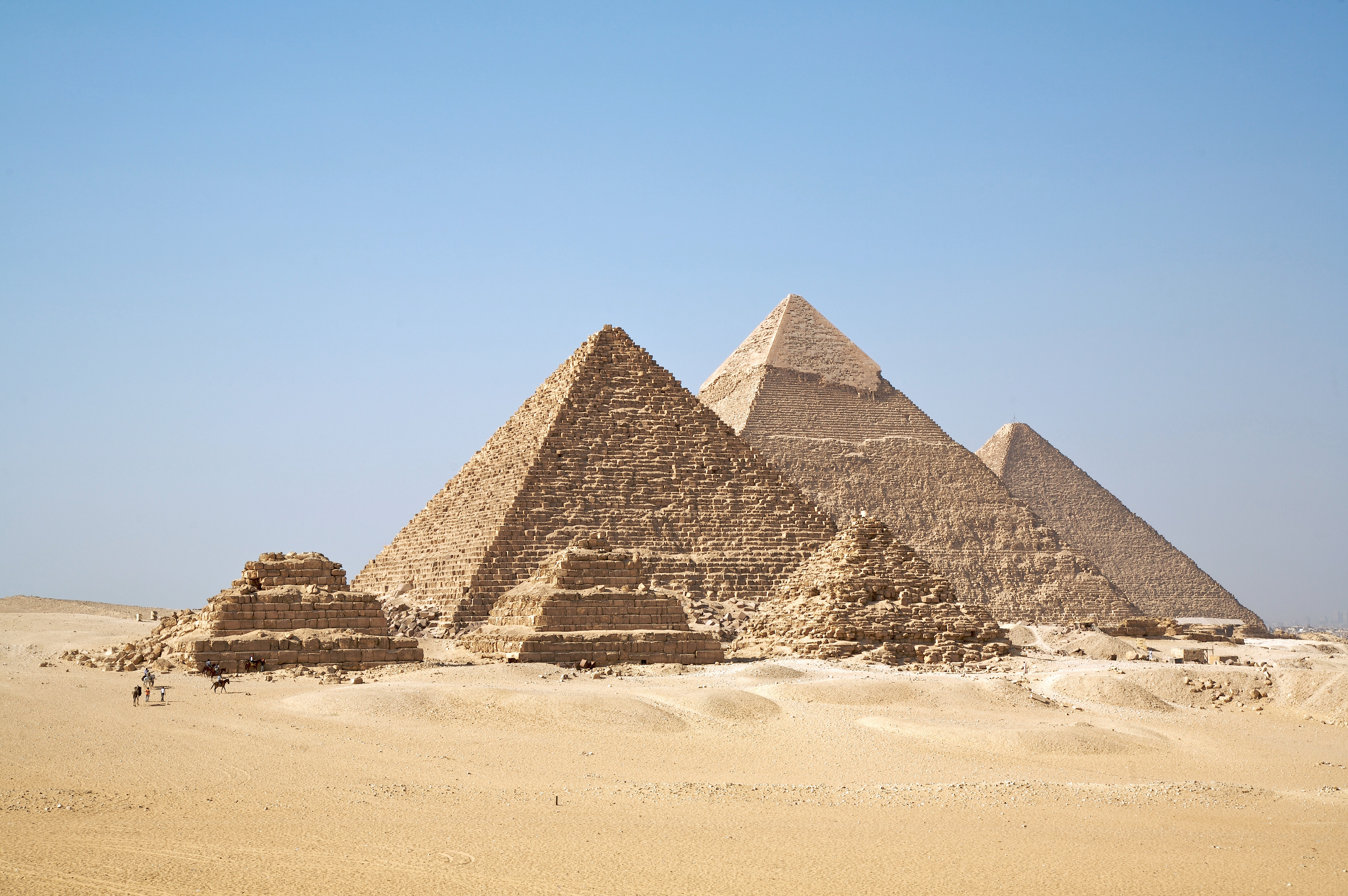
Marile Piramide din Giza sunt considerate una dintre cele mai mari realizări arhitecturale din toate timpurile și sunt una dintre cele șapte minuni ale lumii antice.

La fel ca alte aspecte ale culturii africane, arhitectura din Africa este extrem de diversă. De-a lungul istoriei Africii, africanii și-au dezvoltat propriile tradiții arhitecturale locale. În unele cazuri, pot fi identificate stiluri regionale mai ample, cum ar fi arhitectura Sudano-Saheliană din Africa de Vest. O temă comună în arhitectura tradițională africană este utilizarea scalării fractale: părțile mici ale structurii tind să semene cu părțile mai mari, cum ar fi un sat circular format din case circulare.
Arhitectura africană din unele zone a fost influențată de culturi externe de secole, conform dovezilor disponibile. Arhitectura occidentală a influențat zonele de coastă începând cu sfârșitul secolului al XV-lea și este acum o sursă importantă de inspirație pentru multe clădiri mari, în special în orașele mari.
Arhitectura africană folosește o gamă largă de materiale, inclusiv paie, bețe/lemn, noroi, cărămidă din noroi, pământ bătut și piatră. Aceste preferințe pentru materiale variază în funcție de regiune: Africa de Nord pentru piatră și pământ bătut, Cornul Africii pentru piatră și mortar, Africa de Vest pentru noroi/adobe, Africa Centrală pentru paie/lemn și materiale mai perisabile, Africa de Sud-Est și Sudică pentru piatră și paie/lemn.

### Industria cinematografică

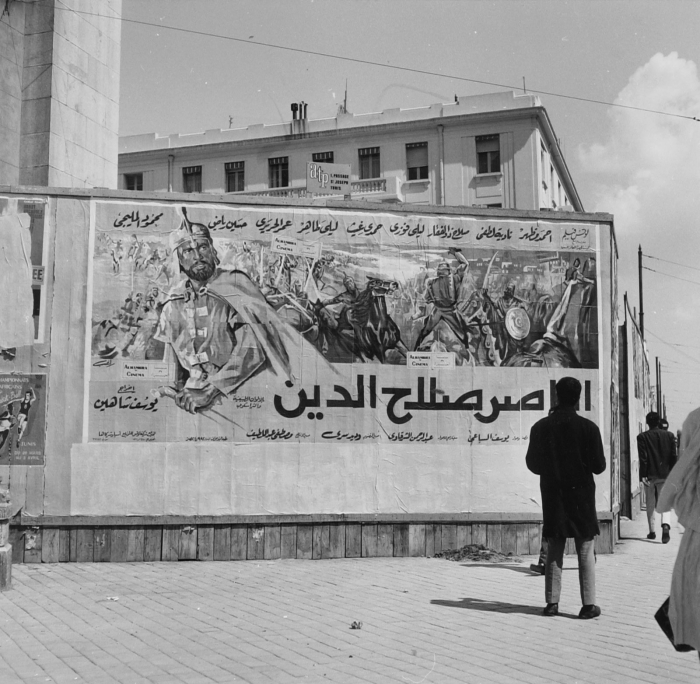
Afiș stradal cinematografic din Tunis, Tunisia pentru filmul egiptean Saladin the Victorious (1963)

Cinema-ul din Africa acoperă atât istoria, cât și prezentul realizării sau proiecției filmelor pe continentul african și se referă, de asemenea, la persoanele implicate în această formă de cultură audiovizuală. Acesta datează de la începutul secolului al XX-lea, când rolele de film erau tehnologia cinematografică principală utilizată. Având în vedere că există mai mult de 50 de țări cu tradiții audiovizuale, nu există un singur „cinema african”. Atât din punct de vedere istoric, cât și cultural, există diferențe regionale majore între cinematografiile din Africa de Nord și cele din Africa sub-sahariană, precum și între cinematografiile diferitelor țări.

### Muzică
Având în vedere vastitatea continentului african, muzica sa este diversă, cu regiuni și națiuni care au multe tradiții muzicale distincte. Muzica africană include genuri precum makwaya, highlife, mbube, muzica de oraș, jùjú, fuji, jaiva, afrobeat, afrofusion, mbalax, rumba congoleză, soukous, ndombolo, makossa, kizomba, taarab și altele. Muzica africană folosește, de asemenea, o mare varietate de instrumente din întregul continent. Muzica și dansul diasporei africane, formate în diferite grade pe baza tradițiilor muzicale africane, includ muzica americană precum Dixieland jazz, blues, jazz și multe genuri caraibiene, cum ar fi calypso (vezi kaiso) și soca. Genurile de muzică latino-americană, cum ar fi cumbia, muzica salsa, son cubano, rumba, conga, bomba, samba și zouk, au fost fondate pe muzica sclavilor africani și, la rândul lor, au influențat muzica populară africană.

### Dans
Dansul african (denumit și dans afro, Afrodance și Afro-dance) se referă la diferitele stiluri de dans din Africa sub-sahariană. Aceste dansuri sunt strâns legate de ritmurile și tradițiile muzicale ale regiunii. Muzica și dansul sunt parte integrantă a multor societăți tradiționale africane. Cântecele și dansurile facilitează predarea și promovarea valorilor sociale, celebrarea evenimentelor speciale și a etapelor majore ale vieții, realizarea istoriei orale și a altor recitări, precum și experiențele spirituale. Dansul african folosește conceptele de poliritmie și articulare totală a corpului. Dansurile africane sunt o activitate colectivă realizată în grupuri mari, cu o interacțiune semnificativă între dansatori și spectatori în majoritatea stilurilor.

### Sport

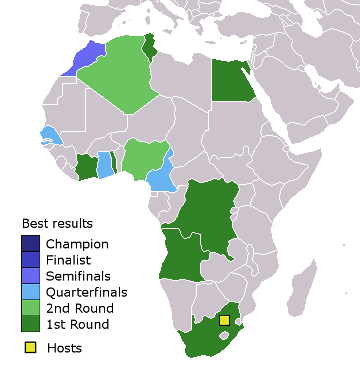
Cele mai bune rezultate ale echipelor naționale de fotbal masculine africane la Cupa Mondială FIFA.

Cincizeci și patru de țări africane au echipe de fotbal în Confederația Africană de Fotbal. Egiptul a câștigat Cupa Africii de șapte ori, și a stabilit un record câștigând de trei ori consecutiv. Camerun, Nigeria, Maroc, Senegal, Ghana și Algeria au ajuns în fazele eliminatorii ale ultimelor Cupe Mondiale FIFA. Marocul a făcut istorie la Cupa Mondială din 2022 din Qatar, devenind prima națiune africană care a ajuns în semifinale la Cupa Mondială masculină FIFA. Africa de Sud a găzduit turneul Cupei Mondiale din 2010, devenind prima țară africană care a făcut acest lucru. Cele mai bune cluburi din fiecare ligă de fotbal africană joacă în Liga Campionilor CAF, în timp ce cluburile de rang inferior concurează în Cupa Confederației CAF.

Președintele CAF Patrice Motsepe i-a înmânat trofeul Cupei Confederației CAF căpitanului lui Zamalek, Shikabala, în 2024.

În ultimii ani, continentul a făcut progrese majore în ceea ce privește facilitățile moderne pentru baschet, care au fost construite în orașe diverse precum Cairo, Dakar, Johannesburg, Kigali, Luanda și Rades. Numărul jucătorilor africani de baschet draftați în NBA a crescut semnificativ în anii 2010.
Cricketul este popular în unele națiuni africane. Africa de Sud și Zimbabwe au statut de Test, în timp ce Kenya este cea mai importantă echipă non-test și a avut anterior statut de One-Day International cricket (ODI) (din 10 octombrie 1997, până la 30 ianuarie 2014). Cele trei țări au găzduit împreună Cupa Mondială de Cricket din 2003. Namibia este cealaltă țară africană care a jucat într-o Cupă Mondială. Marocul din nordul Africii a găzduit, de asemenea, Cupa Marocului din 2002, dar echipa națională nu s-a calificat niciodată pentru un turneu major.
Rugby-ul este popular în mai multe națiuni din sudul Africii. Namibia și Zimbabwe au apărut de mai multe ori la Cupa Mondială de Rugby, în timp ce Africa de Sud este cea mai de succes echipă națională la Cupa Mondială de Rugby, câștigând turneul de patru ori, în 1995, 2007, 2019 și 2023.

## Țări ale continentului Africa
| Numele regiunii sau teritoriului                           | Zonă (km²) | Populație (Estimare 2009) | Densitatea populației (per km²) | Capitală                                           |
| ---------------------------------------------------------- | ---------- | ------------------------- | ------------------------------- | -------------------------------------------------- |
| Africa Răsăriteană:                                        |            |                           |                                 |                                                    |
| Burundi                                                    | 27.830     | 8.988.091                 | 322,9                           | Gitega                                             |
| Comore                                                     | 2.170      | 752.438                   | 346,7                           | Moroni                                             |
| Djibouti                                                   | 23.000     | 516.055                   | 22,4                            | Djibouti                                           |
| Eritreea                                                   | 121.320    | 5.647.168                 | 46,5                            | Asmara                                             |
| Etiopia                                                    | 1.127.127  | 85.237.338                | 75,6                            | Addis Ababa                                        |
| Kenya                                                      | 582.650    | 39.002.772                | 66,0                            | Nairobi                                            |
| Madagascar                                                 | 587.040    | 20.653.556                | 35,1                            | Antananarivo                                       |
| Malawi                                                     | 118.480    | 14.268.711                | 120,4                           | Lilongwe                                           |
| Mauritius                                                  | 2.040      | 1.284.264                 | 629,5                           | Port Louis                                         |
| Mayotte (Franța)                                           | 374        | 223.765                   | 489,7                           | Mamoudzou                                          |
| Mozambic                                                   | 801.590    | 21.669.278                | 27,0                            | Maputo                                             |
| Réunion (Franța)                                           | 2.512      | 743.981 (2002)            | 296,2                           | Saint-Denis                                        |
| Rwanda                                                     | 26.338     | 10.473.282                | 397,6                           | Kigali                                             |
| Seychelles                                                 | 455        | 87.476                    | 192,2                           | Victoria                                           |
| Somalia                                                    | 637.657    | 9.832.017                 | 15,4                            | Mogadishu                                          |
| Tanzania                                                   | 945.087    | 41.048.532                | 43,3                            | Dodoma                                             |
| Uganda                                                     | 236.040    | 32.369.558                | 137,1                           | Kampala                                            |
| Zambia                                                     | 752.614    | 11.862.740                | 15,7                            | Lusaka                                             |
| Africa Centrală                                            |            |                           |                                 |                                                    |
| Angola                                                     | 1.246.700  | 12.799.293                | 10,3                            | Luanda                                             |
| Camerun                                                    | 475.440    | 18.879.301                | 39,7                            | Yaoundé                                            |
| Republica Centrafricană                                    | 622.984    | 4.511.488                 | 7,2                             | Bangui                                             |
| Ciad                                                       | 1.284.000  | 10.329.208                | 8,0                             | N'Djamena                                          |
| Republica Congo                                            | 342.000    | 4.012.809                 | 11,7                            | Brazzaville                                        |
| Republica Democrată Congo                                  | 2.345.410  | 68.692.542                | 29,2                            | Kinshasa                                           |
| Gabon                                                      | 267.667    | 1.514.993                 | 5,6                             | Libreville                                         |
| Guineea Ecuatorială                                        | 28.051     | 633.441                   | 22,6                            | Malabo                                             |
| São Tomé și Príncipe                                       | 1.001      | 212.679                   | 212,4                           | São Tomé                                           |
| Africa Nordică                                             |            |                           |                                 |                                                    |
| Algeria                                                    | 2.381.740  | 34.178.188                | 14,3                            | Alger                                              |
| Insulele Canare (Spania)                                   | 7.492      | 2.118.519 (2010)          | 226,2                           | Las Palmas de Gran Canaria, Santa Cruz de Tenerife |
| Ceuta (Spania)                                             | 20         | 71.505 (2001)             | 3.575,2                         | Ceuta                                              |
| Egipt                                                      | 1.001.450  | 82.868.000                | 82,7                            | Cairo                                              |
| Libia                                                      | 1.759.540  | 6.310.434                 | 3,6                             | Tripoli                                            |
| Madeira (Portugalia)                                       | 797        | 245.000 (2001)            | 307,4                           | Funchal                                            |
| Melilla (Spania)                                           | 12         | 66.411 (2001)             | 5.534,2                         | Melilla                                            |
| Maroc                                                      | 446.550    | 34.859.364                | 78,0                            | Rabat                                              |
| Sahara Occidentală                                         | 266.000    | 405.210                   | 1,5                             | El Aaiún                                           |
| Sudan                                                      | 1.861.484  | 36.787.012                | 19,7                            | Khartoum                                           |
| Sudanul de Sud                                             | 619.745    | 8.260.490                 | 13,3                            | Juba                                               |
| Tunisia                                                    | 163.610    | 10.486.339                | 64,1                            | Tunis                                              |
| Africa Sudică                                              |            |                           |                                 |                                                    |
| Africa de Sud                                              | 1.219.912  | 49.052.489                | 40,2                            | Bloemfontein, Cape Town, Pretoria                  |
| Botswana                                                   | 600.370    | 1.990.876                 | 3,3                             | Gaborone                                           |
| Eswatini                                                   | 17.363     | 1.123.913                 | 64,7                            | Mbabane, Lobamba                                   |
| Lesotho                                                    | 30.355     | 2.130.819                 | 70,2                            | Maseru                                             |
| Namibia                                                    | 825.418    | 2.108.665                 | 2,6                             | Windhoek                                           |
| Zimbabwe                                                   | 390.580    | 11.392.629                | 29,1                            | Harare                                             |
| Africa Occidentală                                         |            |                           |                                 |                                                    |
| Benin                                                      | 112.620    | 8.791.832                 | 78,0                            | Cotonou, Porto Novo                                |
| Burkina Faso                                               | 274.200    | 15.746.232                | 57,4                            | Ouagadougou                                        |
| Capul Verde                                                | 4.033      | 429.474                   | 107,3                           | Praia                                              |
| Côte d'Ivoire                                              | 322.460    | 20.617.068                | 63,9                            | Abidjan, Yamoussoukro                              |
| Gambia                                                     | 11.300     | 1.782.893                 | 157,7                           | Banjul                                             |
| Ghana                                                      | 239.460    | 23.832.495                | 99,5                            | Accra                                              |
| Guineea                                                    | 245.857    | 10.057.975                | 40,9                            | Conakry                                            |
| Guineea-Bissau                                             | 36.120     | 1.533.964                 | 42,5                            | Bissau                                             |
| Liberia                                                    | 111.370    | 3.441.790                 | 30,9                            | Monrovia                                           |
| Mali                                                       | 1.240.000  | 12.666.987                | 10,2                            | Bamako                                             |
| Mauritania                                                 | 1.030.700  | 3.129.486                 | 3,0                             | Nouakchott                                         |
| Niger                                                      | 1.267.000  | 15.306.252                | 12,1                            | Niamey                                             |
| Nigeria                                                    | 923.768    | 158.259.000               | 161,5                           | Abuja                                              |
| Sfânta Elena, Ascension și Tristan da Cunha (Regatul Unit) | 410        | 7.637                     | 14,4                            | Jamestown                                          |
| Senegal                                                    | 196.190    | 13.711.597                | 69,9                            | Dakar                                              |
| Sierra Leone                                               | 71.740     | 6.440.053                 | 89,9                            | Freetown                                           |
| Togo                                                       | 56.785     | 6.019.877                 | 106,0                           | Lomé                                               |
| Total Africa                                               | 30.368.609 | 1.001.320.281             | 33,0                            |                                                    |